# Raïon de Koch-Agatch
Le raïon de Koch-Agatch (en russe : Кош-Ага́чский район, Koch-Agatchski raïon), ou aïmak de Koch-Agach (en altaï méridional : Кош-Агаш аймак, Koş-Agaş aymak, en kazakh en écriture cyrillique : Қосағаш ауданы, Qosağaş audanı) est un une subdivision administrative (raïon) de la république de l'Altaï en Russie. Son centre administratif est la commune urbaine de Koch-Agatch. Sur le territoire du raïon s'étend le parc naturel Oukok, et une partie de la réserve du Béloukha, deux sites classés à l'Unesco, avec en plus le parc national de Saïliouguem. Koch-Agatch signifie en kazakh « adieu arbre », à cause du manque flagrant de végétation dans les steppes et sur les plateaux.

## Géographie

### Géographie physique
Le raïon de Koch-Agatch se situe dans le sud-est de la République, et il est limitrophe du raïon d'Oust-Koksa à l'ouest, du raïon d'Ongoudaï au nord-ouest et du raïon d'Oulagan au nord. À l'est, il borde la république de Touva avec la kojuun du Moungoun-Taïga, et au sud-ouest, il borde la Mongolie avec l'aïmag de Bayan-Ölgii. Au sud, il est frontalier de la préfecture d'Altay, une préfecture du Xinjiang en Chine. Il se situe presque au centre géographique de l'Asie. Enfin, il est limitrophe du district de Katonkaragaï au Kazakhstan. Le chef-lieu du raïon se trouve à 289 km à vol d'oiseau de Gorno-Altaïsk, à 680 km de Novossibirsk et à 3 400 km de Moscou. La superficie du raïon est de 19 845 km2, soit 21,4% de la superficie du sujet. Le point culminant est à 4 506 m d'altitude au mont Béloukha, le plus bas à 570 m dans la steppe de Kouraï.
La région s'étend sur trois bassins distincts; la steppe de la Tchouïa, nommée d'après la rivière éponyme et qui occupe le tiers oriental du raïon, la steppe de Kouraï, bien plus petite à l'extrémité nord du raïon et enfin le parc naturel de l'Oukok à l'extrême-sud du raïon. La grande majorité du raïon est occupée par des chaînes de montagnes, avec différents massifs de l'Altaï.
On retrouve ainsi les Alpes de la Tchouïa, divisées en deux massifs par la rivière Karagem avec la Tchouïa du Nord qui sépare la steppe de la Tchouïa de celle de Kouraï  et qui est la limite avec le raïon d'Oulagan. Elle s'étend à l'ouest jusqu'à la rivière Argout. Il y aussi la Tchouïa du Sud, qui sépare la steppe de la Tchouïa des vallées de l'Argout et son affluent le Djazator. Ce dernier massif occupe le centre-ouest du raïon. À l'ouest de l'Argout, on trouve les monts Katoun qui occupent la partie occidentale du raïon, avec à l'extrême-ouest le Béloukha, le point culminant. Au sud de ces massifs et de celui de la Tchouïa du Sud, on trouve les monts Saïliouguem, qui s'étendent jusqu'au sud-est du raïon et jusqu'au plateau de l'Oukok au sud. À l'ouest de ce plateau, on trouve la fin de l'Altaï méridional, et au sud de ce plateau on trouve les monts Tavan-Bogd, le début de l'Altaï de Mongolie. De l'autre côté du raïon, on trouve à l'est de la steppe de Kouraï les monts Kouraï et à l'est de la steppe de la Tchouïa se trouvent les monts Tchikhatchov, limite orientale du raïon.

Le raïon est divisée entre deux bassins, celui de la rivière Argout, qui occupe la moitié occidentale du raïon, et le restant celui de la rivière Tchouïa, dans la partie orientale, principalement les deux steppes. La rivière Argout a creusé d'importantes gorges entre sa confluence avec la Katoun et le village de Belyachi. Il y a en tout 1461 lacs sur l'ensemble de la subdivision, dont les plus célèbres ; les lacs de la Chavla, mais aussi l'Akkoul, l'Alakhin, le Golouboïe, les deux lacs Karakoul, le Kindyktykoul, le Koldouoyouk, le Krasnogorskoïe, le Maacheï, le Tarkhatine ou encore l'Oukok.

Paysages du raïon de Koch-Agatch :
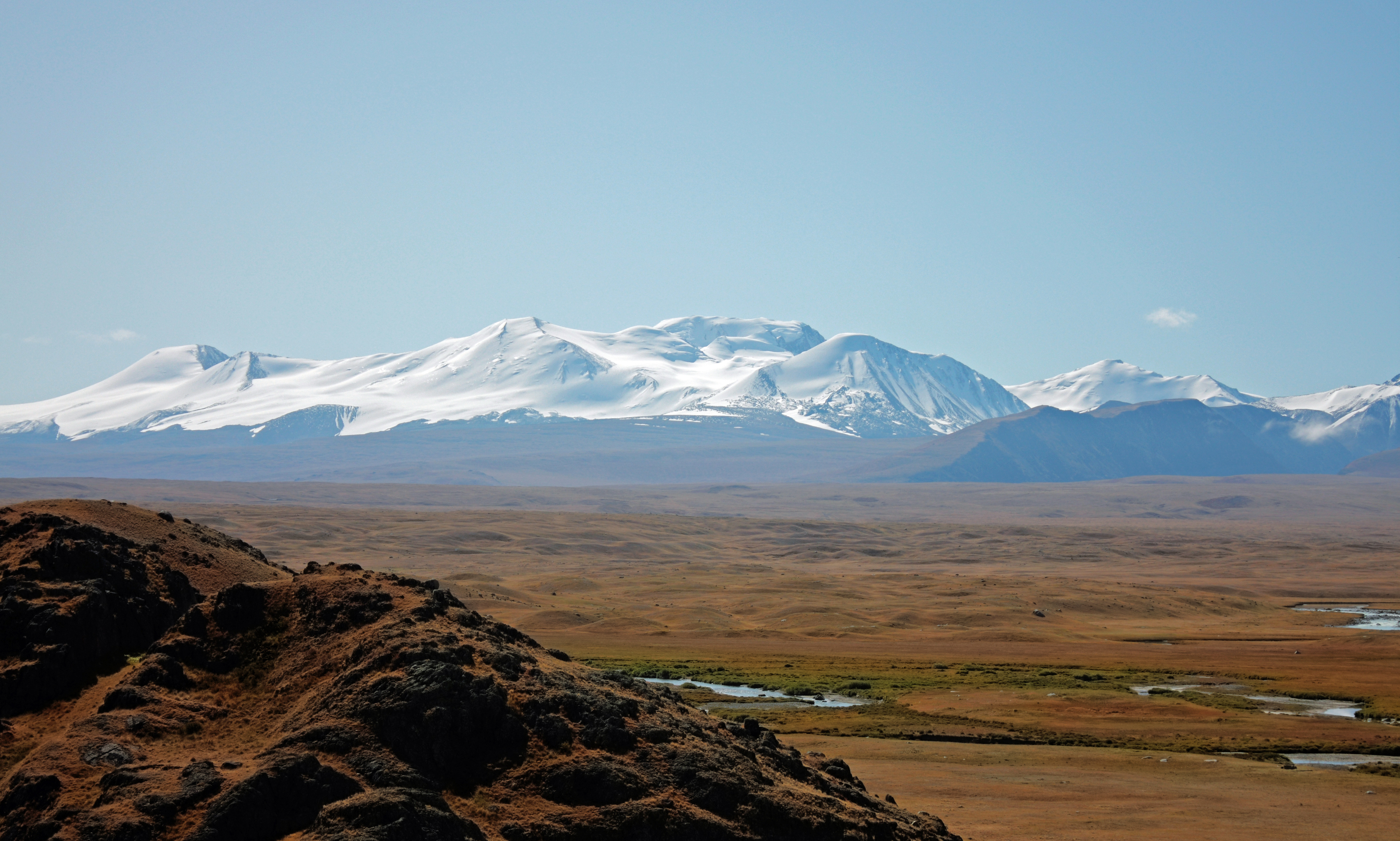
Le massif du Tavan-Bog, plateau de l'Oukok.
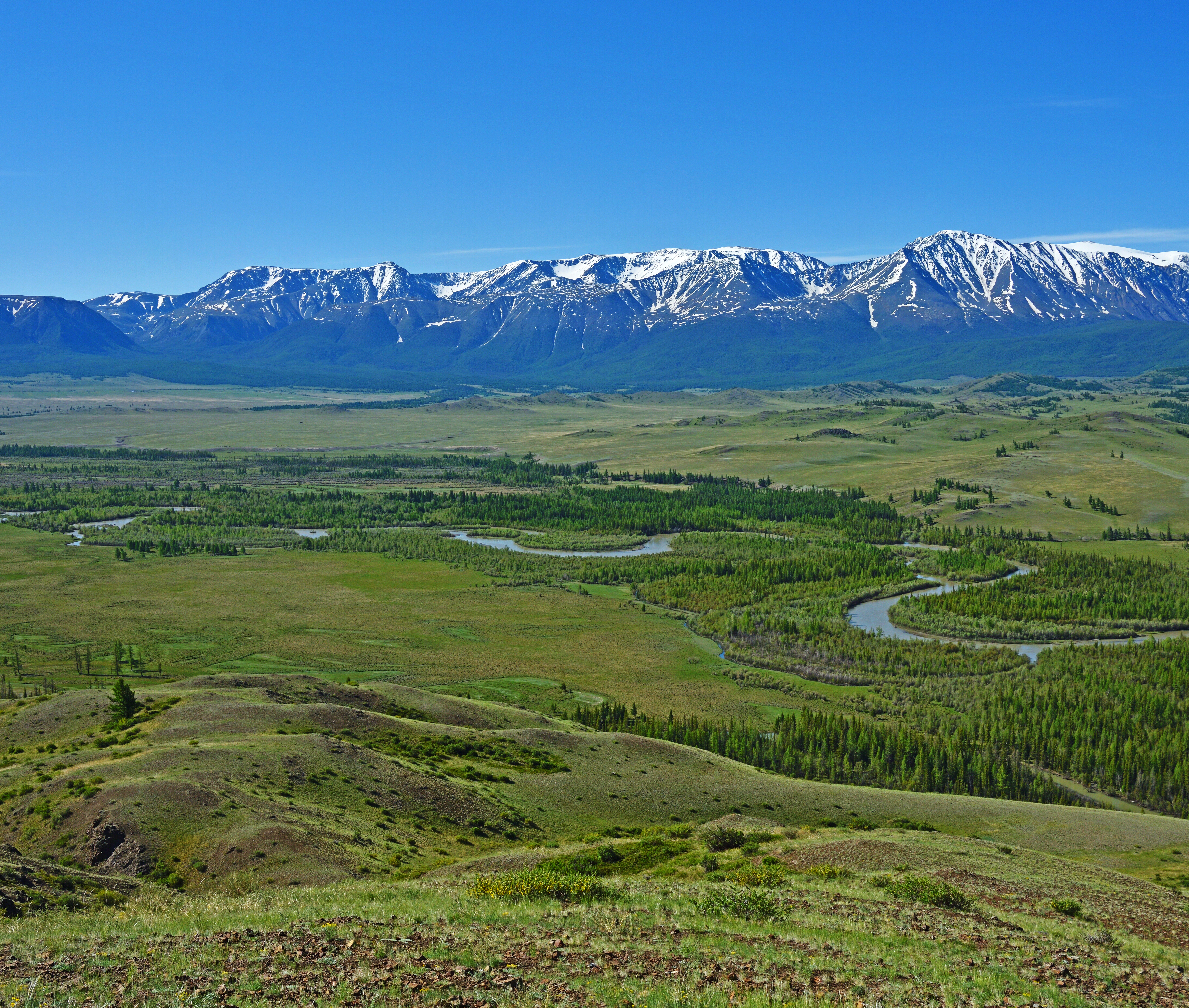
Steppe de Kouraï, Tchouïa du Nord et rivière Tchouïa
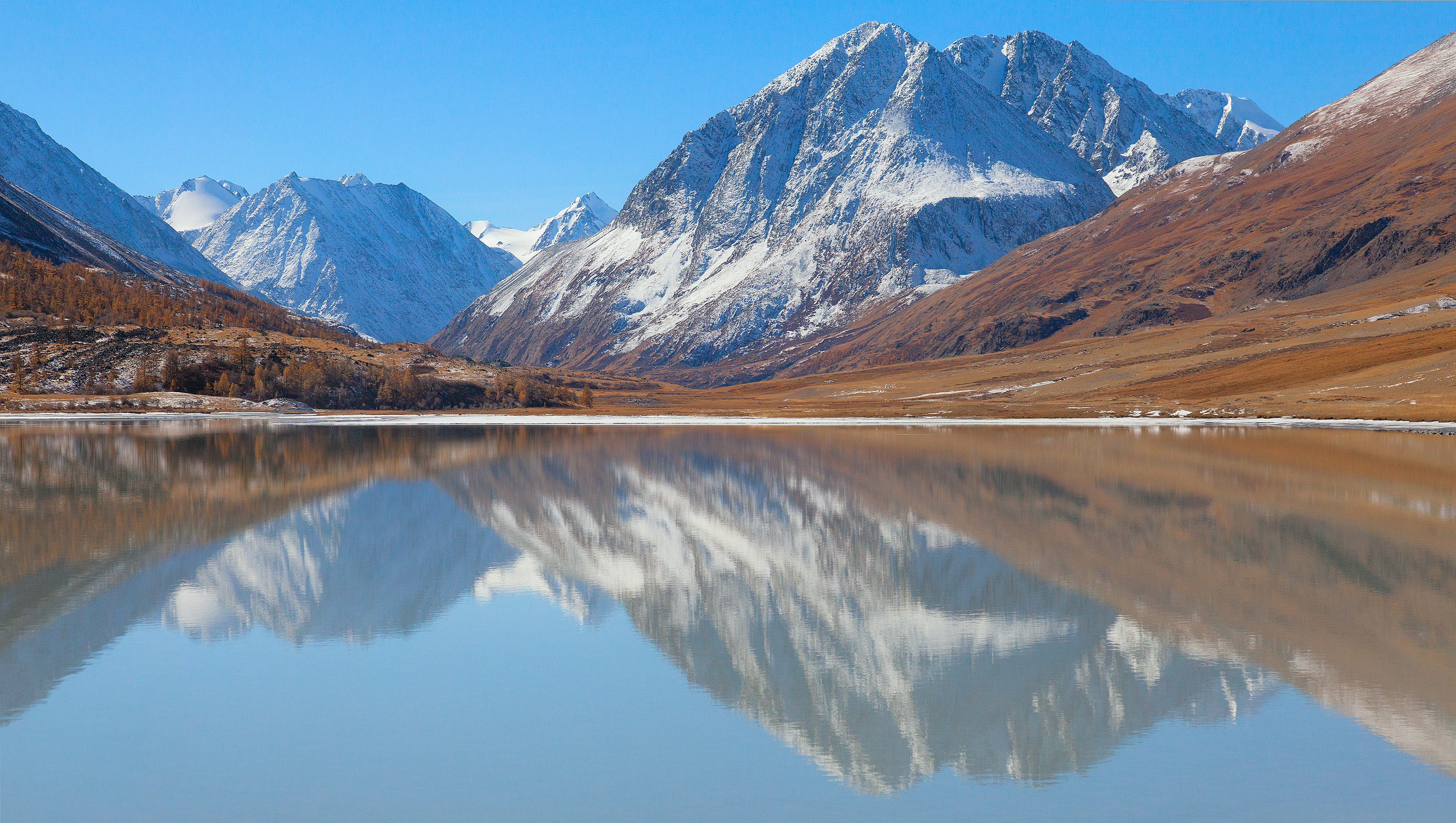
Lac Akkkoul
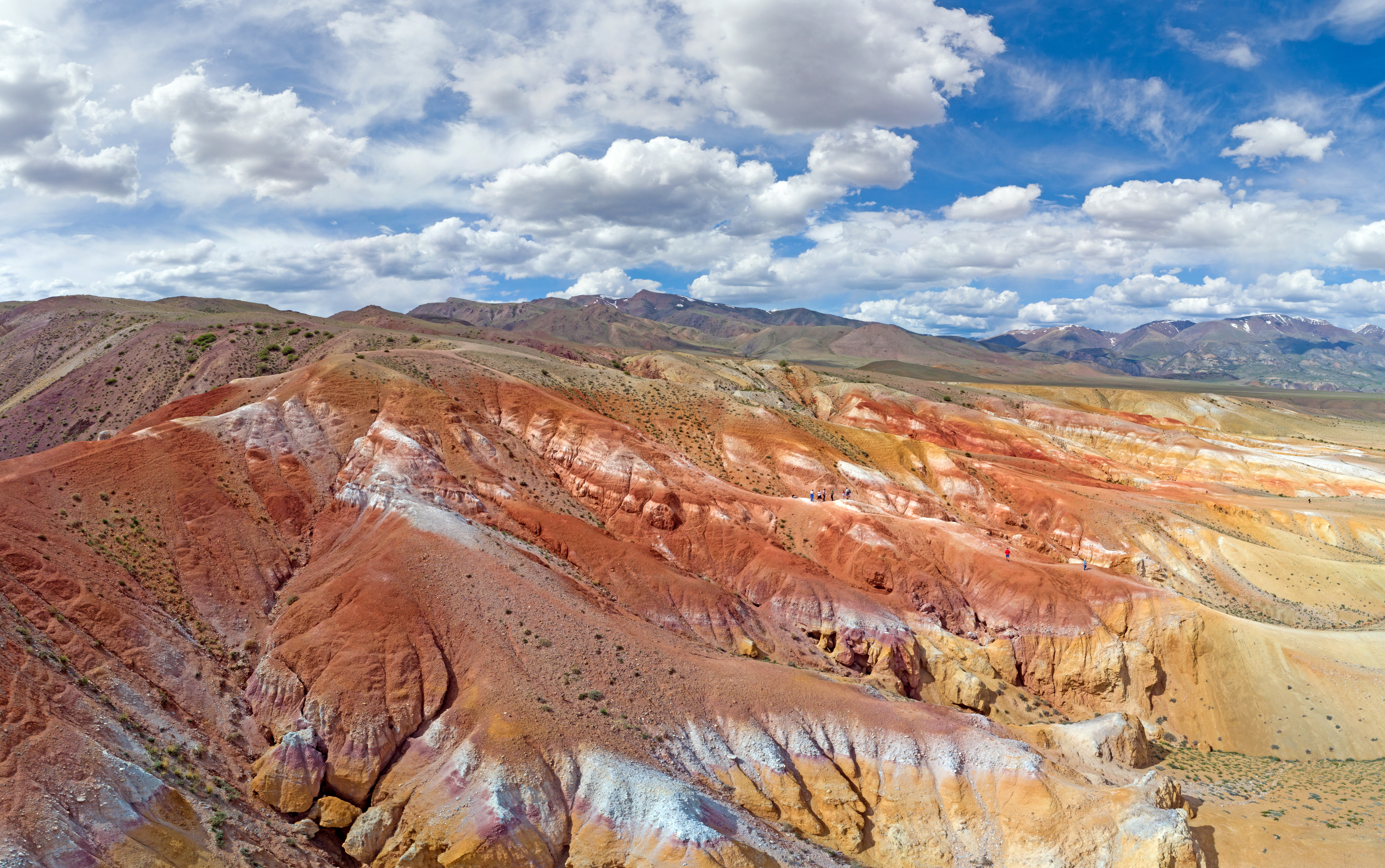
Paysage « martien » entre Beltir et Tchagan-Ouzoun.
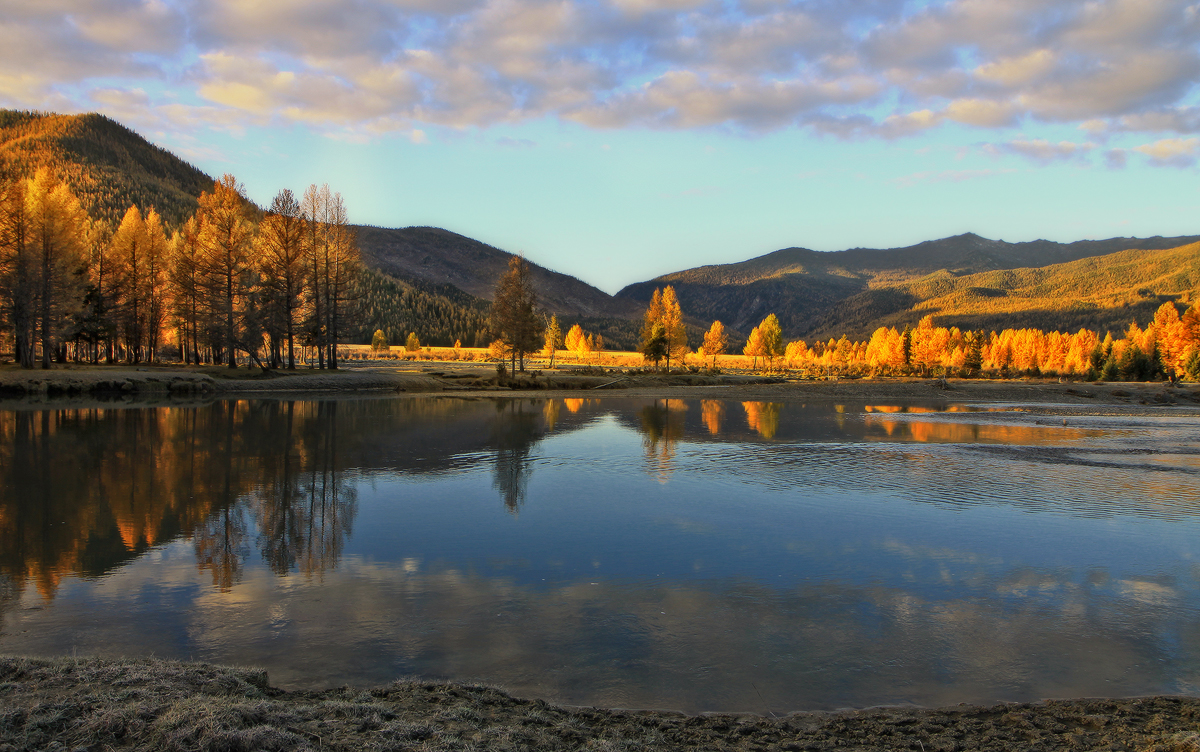
Rivière Djazator à Belyachi.
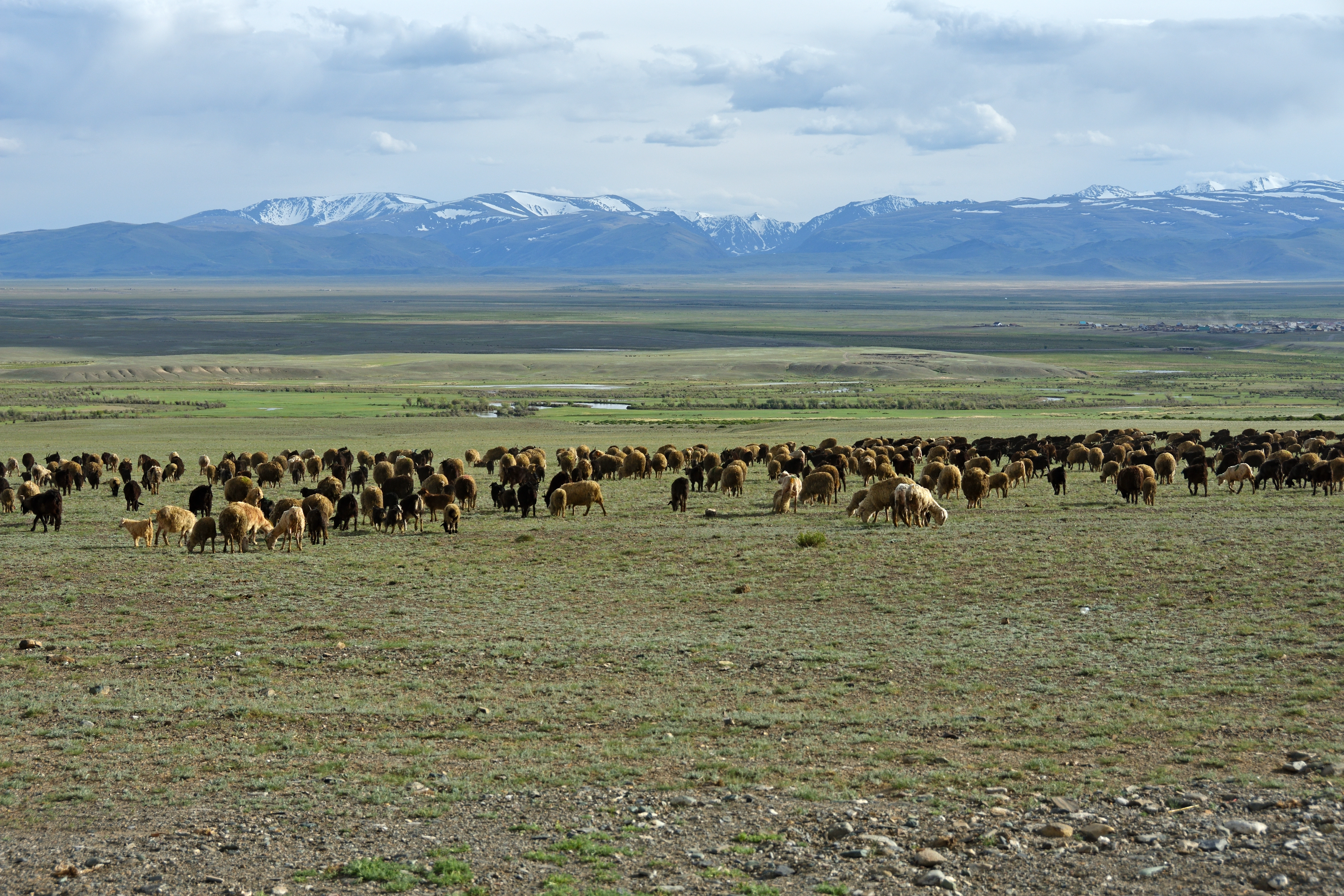
Steppe de la Tchouïa

### Géologie
Le sol du raïon est très riche en minéraux, et le sol est d'ailleurs le plus riche de toute de la République, avec des gisements de minéraux rares et souvent de valeur, que ce soit en Russie ou dans le monde, même s'ils ne sont pour le moment pas exploités, pour différentes raisons. On trouve ainsi dans le gisement de Karakoul du cobalt et du bismuth, qui sont certes en grande quantité mais de faible qualité. Il y aussi du mercure, surtout dans les environs de Tchagan-Ouzoun, où les sols sont rouges à cause de la teneur en ce minerai. Toujours vers Tchagan-Ouzoun, on retrouve de grandes quantités de lignite. On trouve aussi du molybdène et du toungstène, et du lithium, le dernier en grande quantité vers le lac Alakhinskoïe, avec ici en plus du tantale, qui est cependant un lieu difficile d'accès et entre deux sites naturels que ce sont la réserve du Béloukha et l'Oukok.
La géologie influence aussi les eaux, avec de nombreuses rivières, lacs et sources connues pour leurs teneurs en minéraux. La source la plus convoitée est de celle de Djoumalinsky, non loin de l'Oukok, qui a des teneurs élevées en fluor et en strontium. Il y a aussi la source de Bougouzoun, riche en calcium, magnésium, avec aussi de l'acide silicique et du fluor. Enfin, la source de Tchagan-Ouzoun est forte en bicarbonate de sodium-sulfate.
Toute cette richesse s'explique par l'histoire géologique de l'Altaï, datant de près de 2 milliards d'années. Alors qu'au Paléozoïque inférieur, le territoire était sous l'eau, il y eut une émergence de ces terres au Protérozoïque, créant des strates massives et surtout des failles. Au cambrien, le volcanisme apparut, et au permien, un premier processus d'altération des roches eut lieu dans la région, alors qu'elle avait un climat tropical. Au mésozoïque, les mouvements tectoniques ont fait ressurgir l'activité volcanique, et il en fut de même au cénozoïque. Toujours dans cette dernière période, les glaciations successives ont creusé le relief actuel de la région et les grandes vallées fluviales, ainsi que la formation des steppes de la Tchouïa et de Kouraï. C'est ainsi que le sol de la région est surtout sédimentaire, avec du quartz et autres argiles.

### Climat
Le climat du raïon est fortement continental, et il est le plus froid de toute la République, avec du pergélisol à certains endroits, et un hiver enneigé durant plus de 7 mois. Il y a des fortes variations de température entre les saisons mais aussi pendant une même journée. À cause de ces conditions naturelles et climatiques difficiles, le raïon a été inclus en 1992 dans la liste des zones assimilées aux régions de l'Extrême-Nord.

Le climat est fortement influencé par le relief, sa position géographique, et l'altitude qui varie de 500 mètres à 4 500 mètres. Il est aussi influencé par l'air arctique, qui apporte un air sec et froid de la Sibérie, mais aussi des masses d'air chaudes et humides venant de l'Atlantique et enfin des vents chauds venant du désert du Taklamakan. Ce climat continental se caractérise par des hivers longs et froids, des étés courts et des changements brusques de températures pendant la journée. Les températures varient aussi fortement en fonction de l'altitude. Les hivers sont certes rudes, mais sont peu enneigés, à cause des masses d'air secs traversant la région. L'humidité est très faible dans la région.

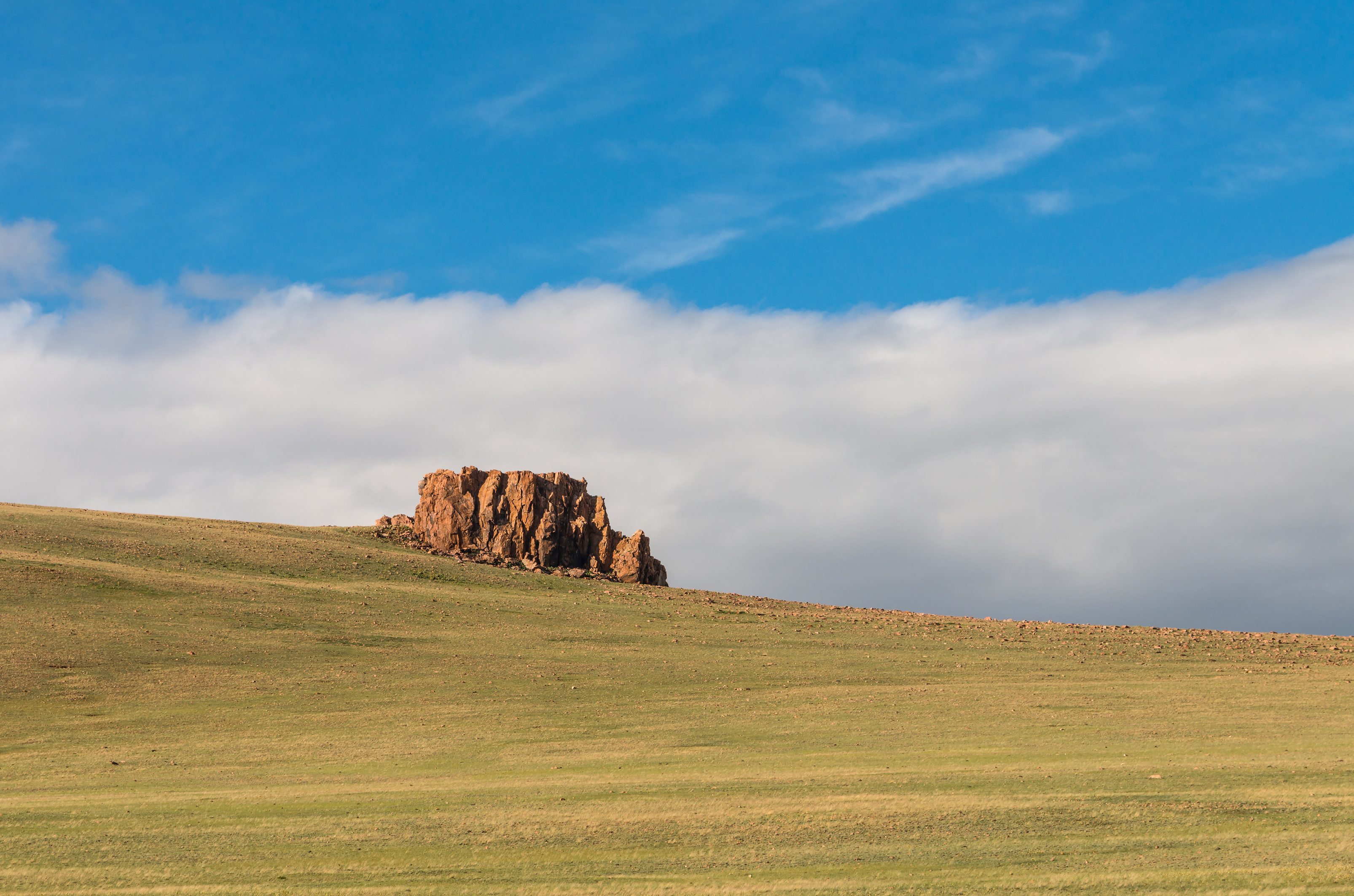
Une partie du raïon est désertique.

La température maximale absolue de l'air en été, en juillet, est de 31 °C, alors que la température minimale absolue de l'air en janvier atteint −62 °C. En juillet, les températures varient usuellement de 14 °C en journée contre jusqu'à −4 °C la nuit. En automne, les températures descendent déjà, avec en octobre des −7 °C en journée et jusqu'à −14 °C en moyenne la nuit. En hiver, la température moyenne la journée est de −20,3 °C (période 2006 - 2015), et peut atteindre souvent les −30 °C. La température maximale moyenne en hiver est de 3,2 °C. Enfin au printemps, les températures moyennes en mars sont de −5 °C la journée, et aux alentours de 6 °C en mai, même si les nuits restent froides. Quant-à la pluviométrie, en janvier la quantité moyenne de précipitations est de 5 mm, elle est en juillet de 27 mm et de 127 mm sur l'ensemble de l'année. La durée d'ensoleillement est la plus élevée de la République avec 2634 heures d'ensoleillement par an, soit environ 260 jours complets. En moyenne par an, il y a 40 à 50 jours sans soleil.

### Faune et flore
La faune et la flore sont très variées selon les différentes régions du raïon. Au plateau de l'Oukok, on retrouve une biodiversité qui a su s'adapter aux conditions extrêmes, avec des vents froids, d'importantes accumulations de neiges et une altitude supérieure à 2 300 mètres. Il n'y a pas de forêt, mais on retrouve des arbustes comme des saules et surtout de grandes prairies. Ces prairies sont l'endroit de transhumance de nombreux troupeaux de moutons. Dans la faune sauvage, on retrouve des oiseaux aquatiques habitant près des nombreux lacs alpins, mais aussi des oiseaux plus grands comme des aigles royaux et des faucons pèlerins. Il y aussi des perdrixs des neiges, très courantes dans les plateaux et prairies alpines du raïon. Le plateau est d'ailleurs un lieu de passage de nombreux oiseaux migratoires. Chez les mammifères, on retrouve des loups, carcajous, ours, furets ou encore des rongeurs avec les marmottes, le pika de Mongolie. Pour les poissons, on retrouve des taïmens de Sibérie et une population importante d'ombres. Il y a des espèces notées au livre rouge, comme l'Argali, la panthère des neiges, le manul ou encore la gazelle de Daourie ,.
Dans l'ouest du raïon se trouvent les monts Katoun, qui représente plus la faune en montagne du raïon. On y retrouve ainsi dans cette zone, partagée avec le raïon d'Oust-Koksa, 56 espèces de mammifères, avec en plus des loups et lynxs des chevreuils, des zibelines, des écureuils ou encore des marals. Il y aussi 161 espèces d'oiseaux décomptées (comme des tétras), et 667 plantes vasculaires (comme des carthames et des edelweiss), auquel il faut ajouter 215 espèces de mousses, 793 espèces de lichens et 264 variétés de champignon. Il y a aussi trois espèces de reptiles, 2 amphibiens et 6 espèces de poissons. Dans cette partie, on trouve 9 espèces répertoriées dans le Livre Rouge, comme le tétraogalle de l'Altaï, endémique à la région ou encore la loutre d'Europe, le murin de Brandt et le porte-musc de Sibérie. Les forêts sont souvent peuplées de mélèzes de Sibérie, ou d'épicéas, qui montent jusqu'à 2 400 mètres d'altitudes. La vallée du Djazator, au sud de ces monts est un exemple parfait de la flore en forêt dans la région.
Dans le parc national de Saïliougem, qui occupe le centre-nord du raïon, on retrouve 930 espèces de plantes vasculaires dont 25 répertoriées dans le Livre Rouge, dont 16 endémiques. Il y a en tout 146 variétés d'oiseaux (dont 24 au livre rouge de la Fédération), 4 espèces de poissons, 47 espèces de mammifères comme le corsac dont 3 au Livre rouge de Russie (dont l'Argali) et plus de 1 000 espèces d'insectes.
Enfin, le dernier écosystème est celui de la steppe, avec une flore semi-désertique. La végétation est clairsemée, avec moins de 10% de la steppe couvert d'herbe comme des astragales, des caraganiers de Sibérie, des camomilles ou des absinthes, avec souvent des espèces endémiques à la région. Près des rivières, on peut retrouver des saules voire exceptionnellement des mélèzes. Il y aussi des espèces alpines, comme des gentianes. Pour les animaux, on retrouve des arthropodes, des chameaux et yacks, souvent domestiqués, des rongeurs avec des lièvres, gerboises ou encore des campagnols. Pour les oiseaux, on retrouve près des plans d'eau des canards, oies, outardes ou encore des grues cendrées et autre huards à collier. Dans les steppes, les traquets motteux, des Motacillidae et des alouette des champs peuvent être aperçus. Il y a aussi des faucons crécerelles et des vautours fauves. Dans l'eau, il y a des ombres et des gobies. Quelque vipères et autres coléoptères peuvent être aperçus, se cachant sous les pierres,.

En général, le raïon de Koch-Agatch se distingue par un grand nombre d'espèces rares de plantes et d'animaux, avec 20 espèces végétales répertoriées dans le Livre rouge, et 30 espèces animales, sur un total de 114 espèces animales répertoriée dans le livre pour la République. Parmi ces 30 espèces, 11 sont endémiques ou quasi, et 6 sont considérées comme rares et menacées,. La couverture des forêts est de 9% sur l'ensemble du territoire de la subdivision, plus faible taux de la République. 

Faune et flore du raïon :
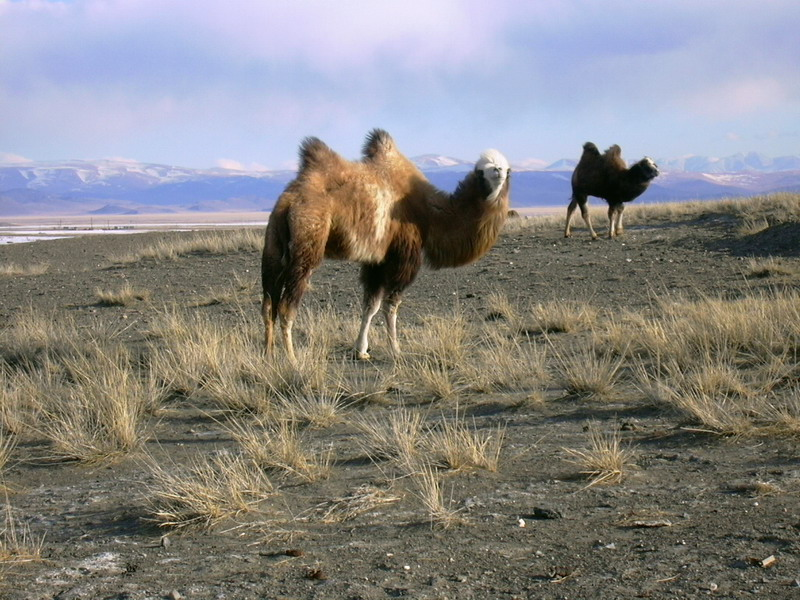
Chameaux dans la steppe de la Tchouïa.
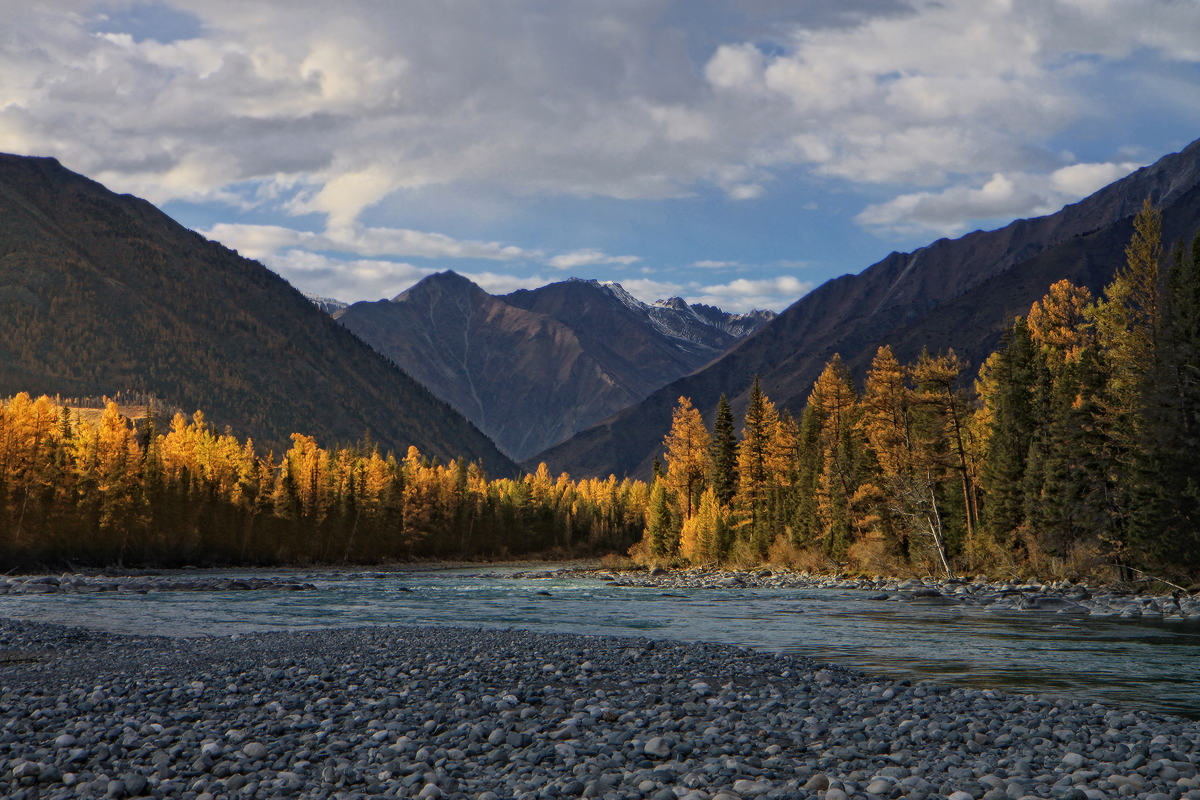
Mélèzes en automne sur les bords de l'Argout.
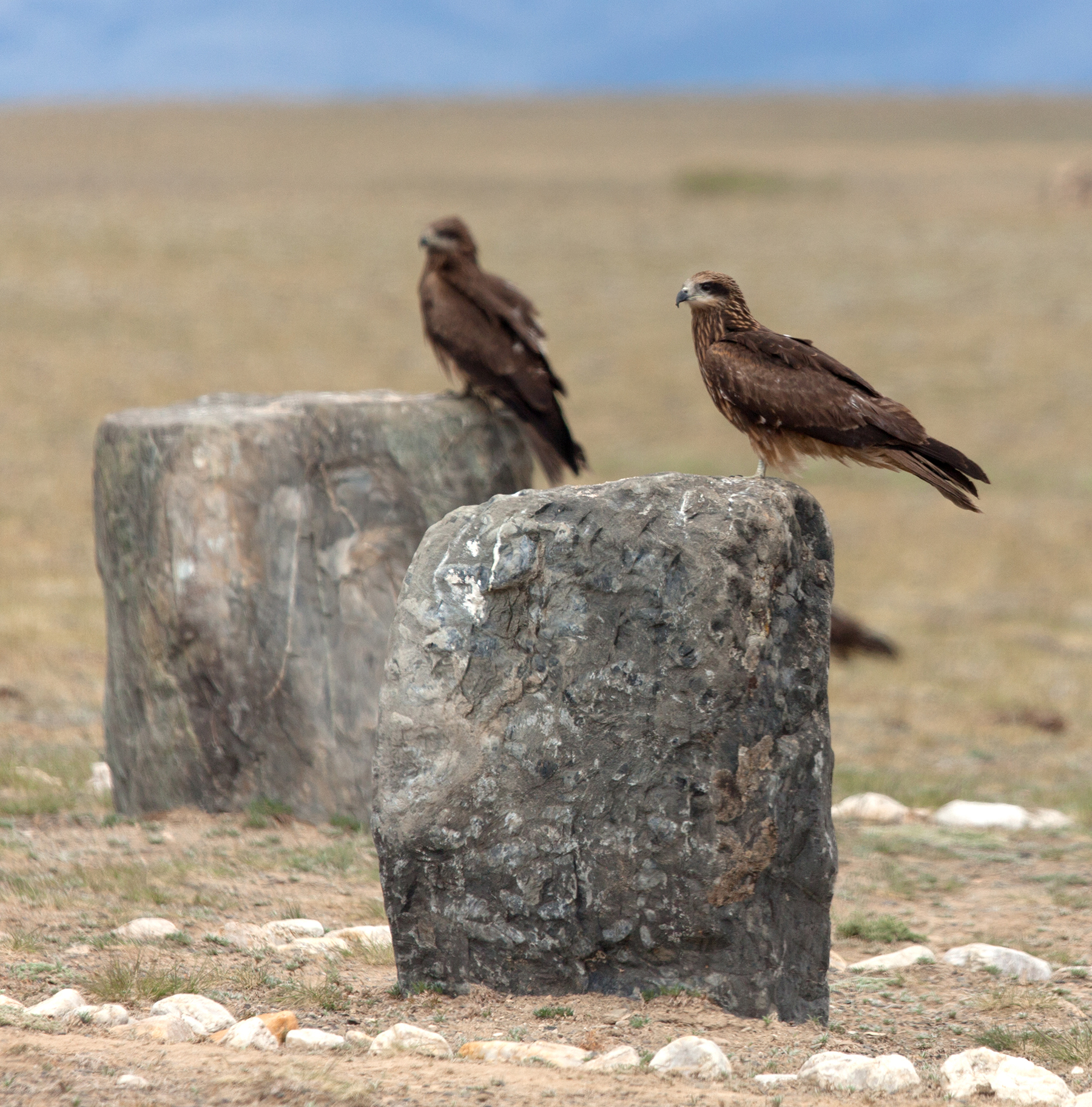
Milans noirs dans la steppe.
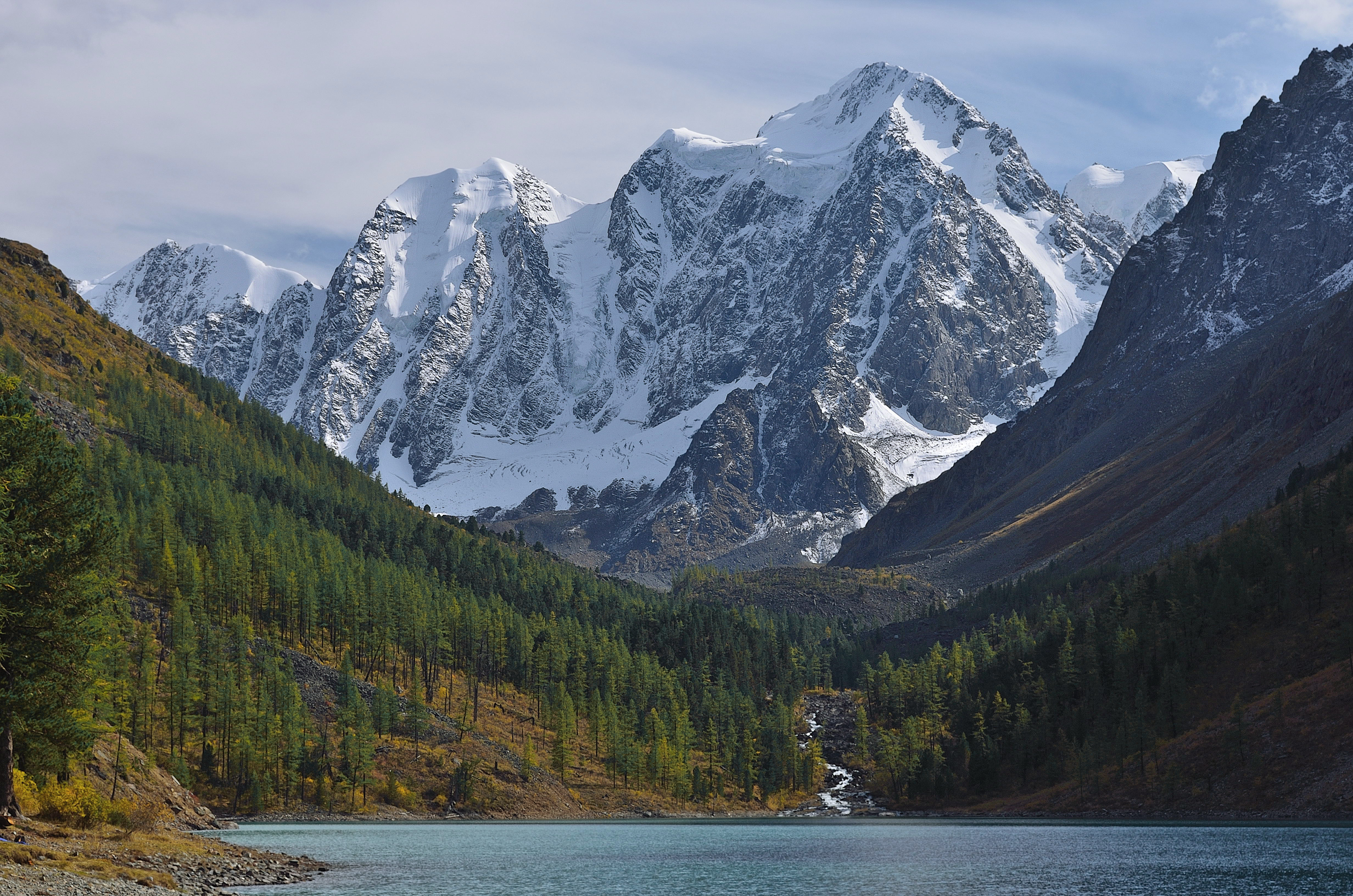
Forêt à un des lacs de la Chavla.
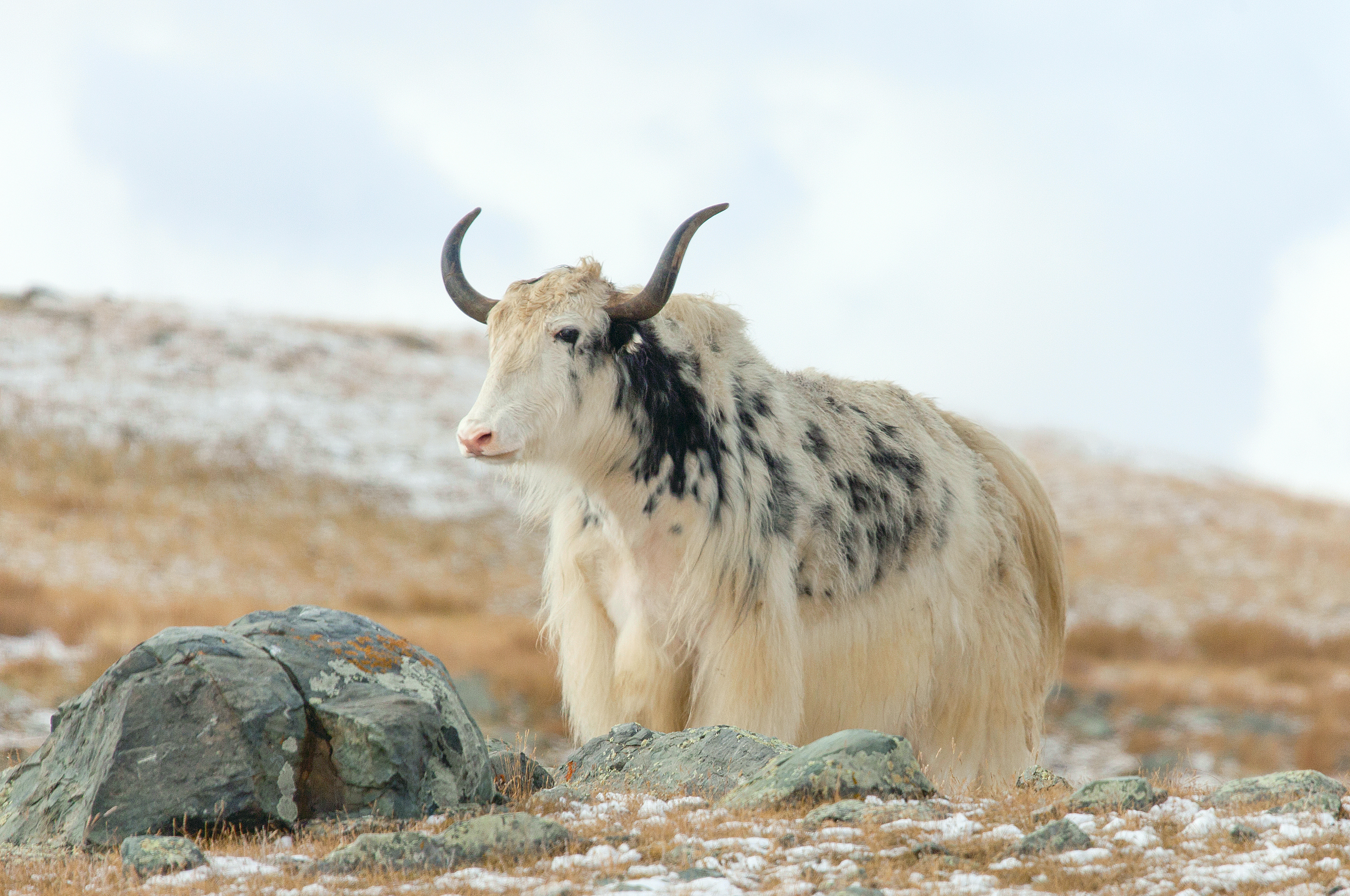
Un yack

## Histoire
La région de Koch-Agatch fut le lieu de passage et d'habitat de nombreux peuples depuis l'Antiquité, avec les Scythes, les Sarmates, les Huns ainsi que d'autres peuples Turcs qui y ont tous laissé leurs traces, comme en témoignent les nombreux sites archéologiques présents.
L'histoire du raïon est intimement liée à celle de la route de la Tchouïa, et à ceux qui l'empruntèrent pour rallier la Chine à la Russie. Ainsi, en 1801, le village de Koch-Agatch fut fondé alors que le nombre de marchandises échangées entre la Chine, la Mongolie et la Russie était en constante augmentation. Le village est devenu un centre commercial dans toute la région de l'Altaï. En 1864, le Protocole Tchougouchak (ru) entre les Qing et l'Empire Russe est signé, pour déterminer les frontières, établir les droits de douane. C'est avec ce traité que les premiers Russes s'implantèrent en 1864 dans la région, et Koch-Agatch devint encore plus un lieu d’échange de scies, marteaux et autres outils,.
La dernière vague de migration que le raïon ait connue fut à la fin du XIXe siècle, quand des Kazakhs venant du Kazakhstan-Oriental se sont installés en recherche de pâturages, en établissant ou en agrandissant des villages comme Koch-Agatch, Djana-Aoul, Djazator ou encore Tchagan-Ouzoun. Cette population est restée, y compris pendant l'époque soviétique, très soudée entre elle et organisée, obtenant d'ailleurs aussi le statut de peuple minoritaire de la région. Cependant, à partir de 1991, la démographie du raïon fut chamboulée avec la fin de l'ère soviétique avec une vague de remigration vers le Kazakhstan. Cette vague s'explique par une promotion du Kazakhstan de les faire revenir au pays, mais aussi et surtout par les conséquences économiques de la thérapie de choc. Enfin, le raïon et plus largement la République a connu une montée du nationalisme altaïque, promouvant la culture du peuple. C'est ainsi qu'entre 1991 et 1992, 25 %  des Kazakhs locaux ont quitté le raïon, et dans les années 1990, plus de 60 % sont partis. Il y avait ainsi 10 692 Kazakhs dans toute la République en 1989, contre 4000 en 2001. Cependant, cette tendance s'est équilibrée voire inversée surtout dans les années 2000, avec des personnes retournant dans le raïon, ou bien les enfants, attirés par la région. Le raïon est en effet resté connecté avec les populations retournant au Kazakhstan, grâce aux mariages et autres réunions.  Mais le retour en Russie de certains a changé le paysage religieux, alors que ceux partant au Kazakhstan étaient souvent athées ou non pratiquants, ceux revenant en Russie étaient principalement le contraire, expliquant la construction des deux mosquées dans les années 1990, ainsi que la fin de l'alcoolisme chez les populations Kazakhs du raïon. Enfin, le retour de ces populations a eu un impact économique important pour le raïon, les revenants étant souvent diplômés et ils ont ainsi lancé de nombreuses petites entreprises.
Quant à la région, le pouvoir soviétique forma par décret le 4 août 1920 le conseil de villages de Koch-Agatch, ancêtre du raïon, et le 21 mars suivant, toujours par décret, le gouvernorat de Karakorum est séparé du reste du territoire de l'Altaï, avec comme proposition de créer dans ce gouvernorat des volosts, dont un à Koch-Agatch. Et c'est quand le gouvernorat de Karakorum se fait conquérir par l'Armée rouge, qu'il est dissout à la mi-2022 au profit de l'oblast autonome d'Oïrot, créé le 1er juillet 1922, que le raïon de Koch-Agatch apparaît. L'aïmag de Koch-Agatch est alors créé, tout comme 23 autres dans l'oblast même si beaucoup sont par la suite fusionnés. Il y avait alors 4 conseils de villages, nombre qui augmente les années suivantes avec 6 en 1930, 7 en 1932 et 8 en 1957. En 1962, l'aïmag devient un raïon rural, avant de perdre le statut du rural en 1965. en 1968, le raïon perd le village de Tchibit et celui d'Aktach. En 1985, le nombre de conseils de village était de 9, et deux apparaissent en 1989 et en 1991 respectivement. En 1995, les conseils de villages, hérités de l'époque soviétique deviennent des municipalités, et Tachanta devient une municipalité en 2001. En 2005, toutes les municipalités obtiennent le statut de selsoviet.
Le raïon connut aussi la collectivisation des terres, qui commença le 2 février 1930 dans la région. Mais les riches propriétaires ainsi que de nombreux Kazakhs en général étaient contre les réformes, et le 8 mars suivant, quelque 300 personnes se réunirent à Koch-Agatch afin de manifester et de récupérer les bêtes qui avaient été saisies. Pendant la rébellion, le chef du conseil de village de Djana-Aoul fut poignardé à mort. Cependant, le chef du raïon qui en fut informé la veille informa la police et arrêta la rébellion le matin même. Certains parvinrent à s'enfuir vers la Mongolie, d'autres furent envoyés dans les camps et d'autres furent condamnés à mort. 

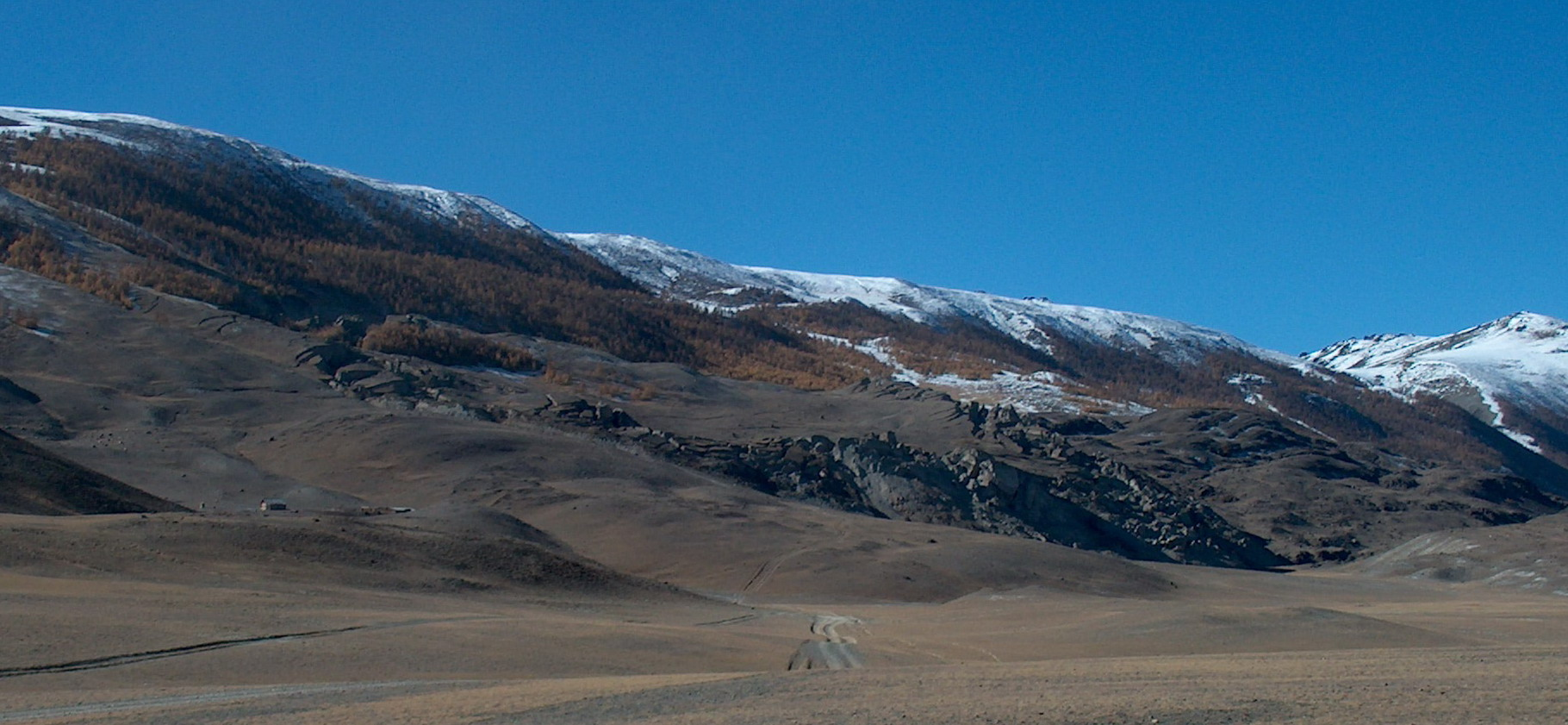
Glissement de terrain provoqué par le séisme de 2003.

En 2003, le raïon connut un séisme de magnitude 7,3 à 7,5 le 27 septembre qui endommagea de nombreuses maisons à travers la steppe, et qui détruisit quasi complètement le village de Beltir, le village le plus proche de l'épicentre, et qui causa des éboulements et glissements de terrain. Quatre répliques eurent lieu; une le 27 de magnitude 6,7, deux le 1er octobre de magnitude 7 et de magnitude 4,5 et une le 13 octobre de magnitude 5.

## Politique, administration et société

### Administration

Partis politiques au conseil des députés depuis 2018.

L'assemblée locale, ou conseil des députés, est composée de 23 élus locaux, élus pour 5 ans, avec un âge minimum de 21 ans. Ils sont élus avec un scrutin mixte, une partie au scrutin majoritaire par circonscriptions, et une autre partie à la proportionnelle. Aux dernières élections, 12 furent élus à la proportionnelle, et 11 au scrutin majoritaire dans 9 circonscriptions (certaines circonscriptions en élisaient plusieurs). Cette assemblée dispose d'un président du conseil.
Elle est aussi chargée d'élire tous les 5 ans le chef du raïon, qui dispose des pouvoirs exécutifs.
Depuis la prise en fonction de la dernière convocation en 2018, l'assemblée est composée de 7 élus de Russie unie, de 6 de Russie juste, de 5 de Patriotes de Russie, de deux communistes et d'un indépendant, tous des hommes. Lors de l'élection du 25 septembre 2018 , il y avait 14 708 électeurs inscrits, chargés de départager 124 candidats, dont 80% d'hommes. 9004 personnes ont votés, soit un taux de participation de 61%. L'assemblée élue a élu lors de sa prise de fonction en 2018 Kydyrbaev Serikjan Mouratkanovitch chef du raïon, de Russie Unie qui détenait alors la majorité relative dans l'assemblée. Avec la fusion de Russie Juste et de Patriotes de Russie le 20 février 2021, Russie Juste gagne la majorité relative et Russie Unie passe dans l'opposition. Le président du conseil n'a cependant pas changé, Didounov Sanach Alexandrovitch, membre de Russie Unie. Les prochaines élections auront lieu en 2023.
| Période                                  | Période         | Identité                           | Étiquette   | Qualité                                                   |
| ---------------------------------------- | --------------- | ---------------------------------- | ----------- | --------------------------------------------------------- |
| Les données manquantes sont à compléter. |                 |                                    |             |                                                           |
| 2000                                     | 2006            | Aouelkhan Jazitovitch Djatkambaïev |             | Fut président d'une ferme d'État                          |
| Les données manquantes sont à compléter. |                 |                                    |             |                                                           |
| 2013                                     | 27 février 2017 | Aouelkhan Jazitovitch Djatkambaïev |             | Arrêté en 2017 et emprisonné à l'été 2018 pour corruption |
| Les données manquantes sont à compléter. |                 |                                    |             |                                                           |
| 10 décembre 2018                         | En Cours        | Kydyrbaev Serikjan Mouratkanovitch | Russie Unie | A servi au Ministère de l'intérieur Russe.                |

### Tendances politiques
| Scrutin             | 1er tour | 1er tour | 1er tour | 1er tour | 1er tour | 1er tour | 1er tour | 1er tour | 1er tour | 1er tour | 1er tour | 1er tour | 2d tour                  | 2d tour                  | 2d tour                  | 2d tour                  | 2d tour                  | 2d tour                  | 2d tour                  | 2d tour                  | 2d tour                  | 2d tour                  |
| Scrutin             | 1er      | 1er      | %        | 2e       | 2e       | %        | 3e       | 3e       | %        | 4e       | 4e       | %        | 1er                      | 1er                      | %                        | 2e                       | 2e                       | %                        | 3e                       | %                        | 4e                       | %                        |
| ------------------- | -------- | -------- | -------- | -------- | -------- | -------- | -------- | -------- | -------- | -------- | -------- | -------- | ------------------------ | ------------------------ | ------------------------ | ------------------------ | ------------------------ | ------------------------ | ------------------------ | ------------------------ | ------------------------ | ------------------------ |
| Présidentielle 2012 |          | ER       | 84,06    |          | KPRF     | 9,54     |          | SRZP     | 2,42     |          | SE       | 2,15     | Victoire au premier tour | Victoire au premier tour | Victoire au premier tour | Victoire au premier tour | Victoire au premier tour | Victoire au premier tour | Victoire au premier tour | Victoire au premier tour | Victoire au premier tour | Victoire au premier tour |
| Présidentielle 2018 |          | ER       | 79,62    |          | KPRF     | 15,66    |          | LDPR     | 1,78     |          | GRANI    | 0,97     | Victoire au premier tour | Victoire au premier tour | Victoire au premier tour | Victoire au premier tour | Victoire au premier tour | Victoire au premier tour | Victoire au premier tour | Victoire au premier tour | Victoire au premier tour | Victoire au premier tour |

### Divisions administratives
Le raïon est divisé en 12 selsoviets, qui regroupent 16 localités. Les municipalités portent généralement le nom de leur centre administratif, auquel on ajoute selsoviet. La plupart des municipalités n'ont qu'un village. Koch-Agatch est la plus grande municipalité, suivi de loin par Beltir et Djazator.
| Municipalités      | Nom russe         | Habitants Population en 2022 | Centre administratif | Villages |
| ------------------ | ----------------- | ---------------------------- | -------------------- | -------- |
| Beltir             | Бельтир           | 1636                         | Beltir               | 2        |
| Djazator           | Джазатор          | 1351                         | Belyachi             | 2        |
| Kazakh             | Казах             | 739                          | Jana-Aoul            | 2        |
| Kokorya            | Кокоря            | 963                          | Kokoria              | 1        |
| Koch-Agatch        | Кош-Агач          | 8541                         | Koch-Agatch          | 1        |
| Kouraï             | Курай             | 1374                         | Kouraï               | 2        |
| Moukhor-Tarkhata   | Мухор-Тархата     | 809                          | Moukhor-Tarkhata     | 1        |
| Ortolyk            | Ортолык           | 788                          | Ortolyk              | 1        |
| Tachanta           | Ташанта           | 510                          | Tachanta             | 1        |
| Telenguit-Sortogoï | Теленгит-Сортогой | 773                          | Telenguit-Sortogoï   | 1        |
| Tobeler            | Тобелер           | 612                          | Tobeler              | 1        |
| Tchagan-Ouzoun     | Чаган-Узун        | 416                          | Tchagan-Ouzoun       | 1        |

### Localités
| Liste des localités | Liste des localités | Liste des localités | Liste des localités | Liste des localités | Liste des localités |
| N°                  | Localité            | Statut              | Fondation           | Population 2010     | Population 2021     |
| ------------------- | ------------------- | ------------------- | ------------------- | ------------------- | ------------------- |
| 1                   | Aktal               | village             | 1914                | 12                  | 14                  |
| 2                   | Arkyt               | village             |                     | 64                  | 23                  |
| 3                   | Beltir              | village             |                     | 363                 | 354                 |
| 4                   | Belyachi            | village             |                     | 1379                | 1 363               |
| 5                   | Jana-Aoul           | village             |                     | 992                 | 751                 |
| 6                   | Kokoria             | village             |                     | 1056                | 937                 |
| 7                   | Koch-Agatch         | village             | 1801                | 7900                | 8 334               |
| 8                   | Kouraï              | village             | 1901                | 514                 | 512                 |
| 9                   | Kyzyl-Tach          | village             |                     | 766                 | 869                 |
| 10                  | Moukhor-Tarkhata    | village             |                     | 910                 | 833                 |
| 11                  | Novy Beltir         | village             |                     | 904                 | 1 289               |
| 12                  | Ortolyk             | village             |                     | 688                 | 757                 |
| 13                  | Tachanta            | village             |                     | 550                 | 474                 |
| 14                  | Telenguit-Sortogoï  | village             |                     | 658                 | 614                 |
| 15                  | Tobeler             | village             |                     | 1058                | 801                 |
| 16                  | Tchagan-Ouzoun      | village             | 1801                | 449                 | 403                 |

### Démographie
Le raïon a connu une croissance démographique qui a triplé entre sa fondation avec environ 5000 personnes et 2010 avec 18263 habitants. Cette croissance s'explique par les fermes d'États; les sovkhozes et les mines subventionnées. Ces migrations, forcées ou non, ont données à la région un caractère multiethnique avec plusieurs peuples, auxquels il faut rajouter les peuples nomades de la région qui se sont sédentarisés. Même si la dislocation de l'URSS a entraîné la chute de ce système, la population n'a pas chuté à partir de 1989, et a continué à augmenter à un rythme plus lent, puis de 2010 à 2015, la population a stagné, avant de reprendre à un rythme plus lent. La population a cependant ces dernières années dépassé les prévisions de 2018 du Ministère du Développement économique, qui prévoyait alors une population de 19 450 en 2024 et une de 19 770 en 2035, alors qu'en 2022, la population a atteint 20 286. Cette croissance s'explique par une variation naturelle forte avec en 2020 367 naissances contre 160 décès et en 2021 avec 381 naissances contre 187 décès. La population représente ainsi en 2022 8,88 % de la population de la République.
Selon le recensement soviétique de 1939, il y avait 3419 Oïrats (regroupant Altaïens et Télenguites), 3204 Russes, 2987 Kazakhs, 79 Ukrainiens, 11 Mordves et 68 venant d'autres groupes ethniques. Les Kazakhs viennent surtout de l'est du Kazakhstan, avec une migration à la fin du XIXe siècle et au début du XXe siècle. En 1989, les proportions étaient de 58 % de Kazakhs, 39 % d'Altaïens et 4 % de Russes .
Par comparaison, selon le recensement russe de 2010, le raïon de Koch-Agatch était composée, sur 18 283 individus, de 54,4 % de population Kazakhe (9747 individus) et de 41,3 % d'Altaïens (7393 personnes, dont 815 Télénguites, 8 Toubalars et 4 Tchelkanes). Il y avait aussi 3,3 % de Russes, avec 587 individus. Sur le reste de la population, on retrouvait en 2010 quelque Ukrainiens, Allemands et Koumandines,.Pour les religions, les Télénguites suivent la majorité du temps le bourkhanisme, les Russes et dans une moindre mesure les Altaïens sont orthodoxes, et les Kazakhs sont de confession sunnite.
Recensements (*) ou estimations de la population,,:
| 1897* | 1916  | 1920* | 1926* | 1933  | 1939* | 1959* | 1970*  |
| ----- | ----- | ----- | ----- | ----- | ----- | ----- | ------ |
| 2 337 | 2 039 | 5 149 | 5 940 | 6 864 | 9 849 | 9 714 | 12 400 |

| 1979*  | 1989*  | 2002*  | 2010*  | 2012   | 2013   | 2014   | 2015   |
| ------ | ------ | ------ | ------ | ------ | ------ | ------ | ------ |
| 14 250 | 16 422 | 17 353 | 18 263 | 18 263 | 18 263 | 18 599 | 18 765 |

| 2016   | 2017   | 2018   | 2019   | 2020   | 2021*  | 2022   | 2023   |
| ------ | ------ | ------ | ------ | ------ | ------ | ------ | ------ |
| 18 814 | 19 025 | 19 188 | 19 308 | 19 616 | 19 906 | 20 286 | 18 531 |

## Économie

### Principales activités
L'économie du raïon est principalement du secteur primaire, avec comme principales activités dans la région l'extraction des minerais de tungstène et de molybdène, l'élevage de bovins à viande, l'élevage de chèvres, de moutons, de chevaux et enfin de cerfs, les derniers pour leurs bois. Ainsi, en termes de nombre de bovins, de nombre d'ovins et de caprins, la région se classe traditionnellement au premier rang de la République et elle est également leader dans la vente de viande, de laine et de duvet. Il y aussi des élevages de yacks et de chameaux, les seuls de toute la République, très rentables de par le prix de leurs viandes et du lait du chamelle. À l'époque soviétique, la population de chameaux était supérieur à un millier, et celle de yack supérieur à 14 000. Ces dernières années, l'élevage de ces bêtes est à nouveau encouragé par le ministère de l'agriculture de la République, tout comme celui des caprins avec une ferme à Ortolyk. Le raïon, avec l'aide du ministère, a d'ailleurs créé une race de chèvre duveteuse génétiquement modifiée afin d'améliorer la qualité et le rendement. En tout dans le raïon, il y a 31 fermes collectives, comprenant 1600 fermes, souvent subventionnées par l'État, la République et la collectivité. Les terres agricoles avaient au 1er janvier 2022 une superficie de 702 270 hectares.

Il y a en tout 736 entreprises dans le raïon en 2022, dont 662 privés avec 226 dans le secteur de l'agriculture, une dans la sylviculture, 28 industrielles ou encore 22 dans le BTP. De plus, il y a 193 entreprises dans le domaine de la distribution, 42 dans le secteur hôtelier, et dix-neuf liés à l'hébergement touristique (campings, centres de loisirs, hors hôtels). Les PME sont au nombre de 592 en octobre 2020, et les micro-entreprises sont au nombre de 107 dans le raïon en 2022. La population active était de 10350 en 2022, et plus du quart (2698 personnes) étaient au 1er janvier employé dans le public, dont la moitié (1180 personnes) dans l'éducation. Une moitié était employée dans le privé, avec 5750 individus, et il y avait 1000 individus inscrits au chômage en 2022 (2421 en octobre 2020, 793 en 2019) . Le salaire mensuel en 2020 était de 44357,5 roubles en moyenne, et il était en augmentation par rapport à 2019 où il était de 38 917,1 roubles. Les secteurs en pleine croissance sont ceux de la santé, de la culture, des loisirs et de la science. Au 1er octobre 2020, le volume de marchandise exportée s'élevait à 785,9 millions de roubles sur la période allant jusqu'en octobre 2019, contre 755,4 millions de roubles entre octobre 2019 et octobre 2019, soit une augmentation de 3,70%, malgré la pandémie.

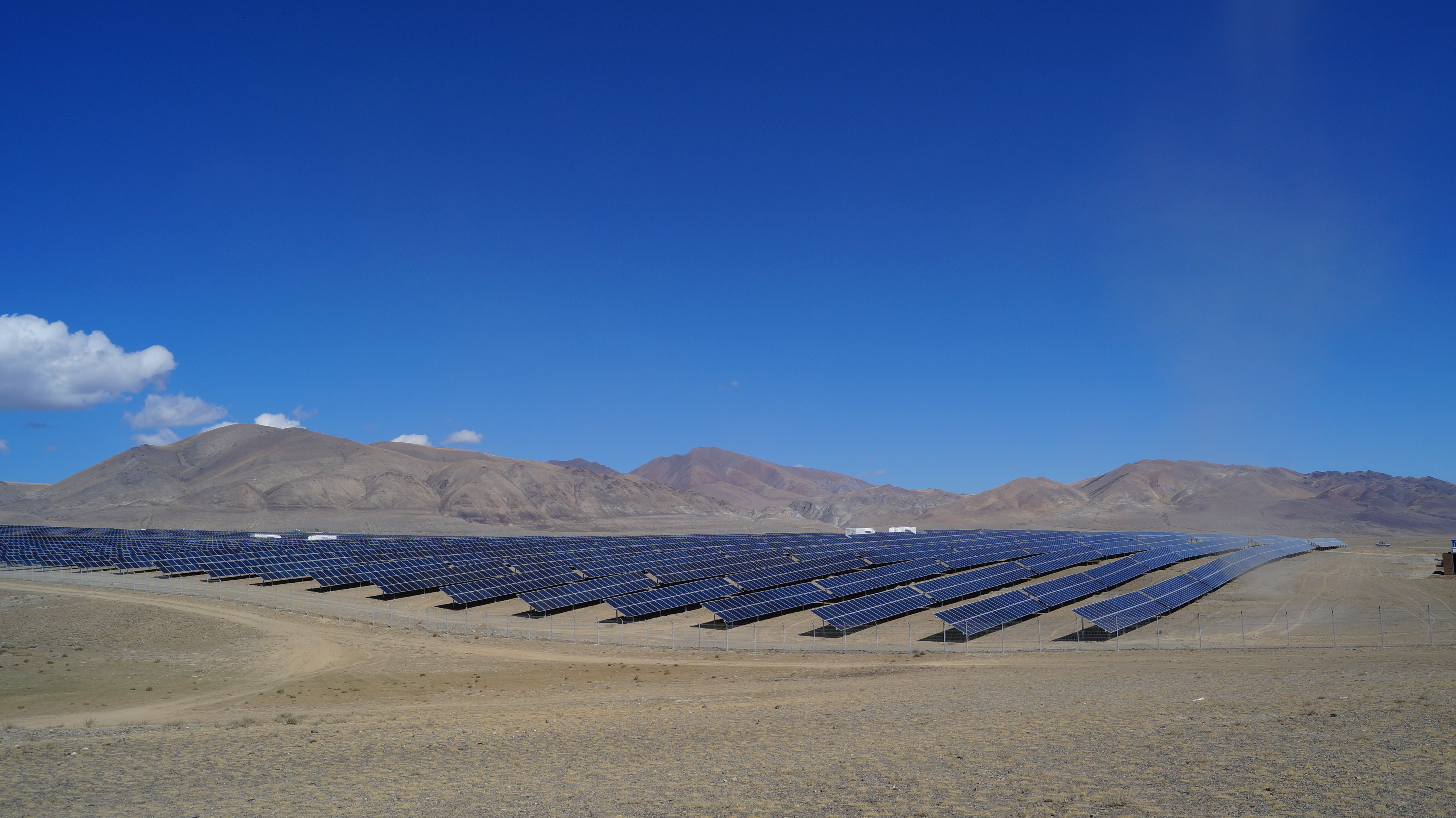
Centrale solaire de Koch-Agatch

L'économie se diversifie aussi, comme le prouve la centrale solaire photovoltaïque ouverte à la fin 2014 près de Koch-Agatch, avec une capacité de production de 5 MWh. Ce fut la première centrale solaire de Russie, et elle est alimente le raïon ainsi que la République. D'autres centrales devraient suivre, afin de porter la capacité de production à 45 MWh.

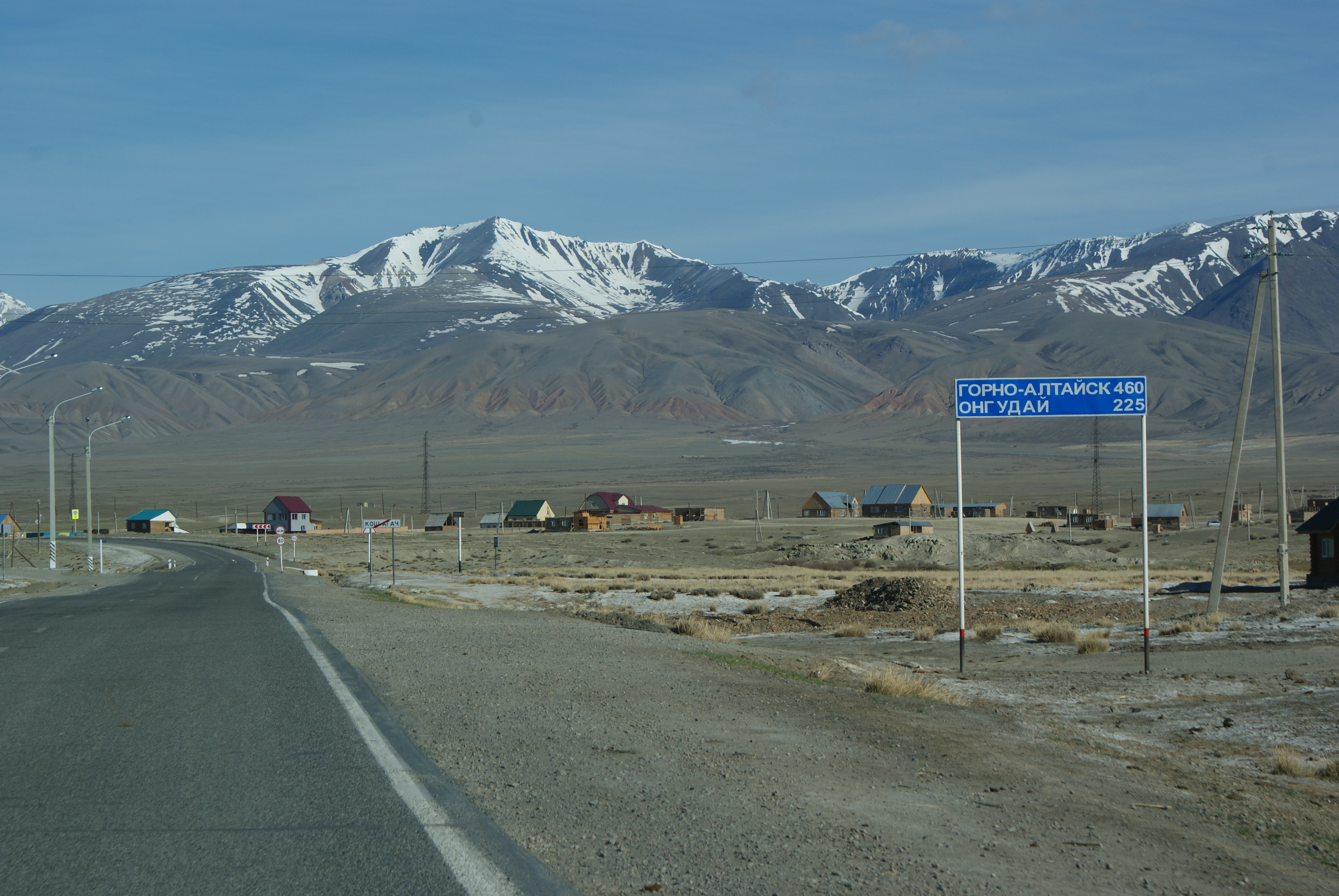
La R256 en sortant de Koch-Agatch.

### Infrastructures
Le réseau routier du raïon mesure 335,9 kilomètres, dont 127,6 kilomètres asphaltés. La principale route est la route fédérale R256 Tchouïa, qui part de Tachanta à la frontière de la Mongolie, traverse les steppes de Tchouïa et de Kouraï avant de sortir du raïon vers Gorno-Altaïsk et Novossibirsk. Cette route est le principal moyen d'accès au raïon. Le reste du réseau routier est secondaire, principalement composés de pistes, avec les pistes Kouraï — Kyzyl-Tach, Koch-Agatch — Belyachi, Koch-Agatch — plateau de l'Oukok, Ortolyk — Beltir, Djana-Aoul — Kokoria et Koch-Agatch — Kokoria. Cette dernière route doit d'ailleurs être prolongée jusqu'à Kyzyl-Khaïa sur près de 130 kilomètres, via le col de Bouzougun. Cette nouvelle route permettra de lier la R256 et la R257, et ainsi la république de l'Altaï et celle de Touva.
La ville est située à 465 km par la route de la ville de Gorno-Altaïsk, où il y a l'aéroport le plus proche, et à 555 km de la gare la plus proche qui se trouve à Biïsk.

## Culture locale et patrimoine

### Tourisme
Le tourisme dans le raïon de Koch-Agatch, extrêmement limité pendant l'ère soviétique, connaît désormais une croissance importante depuis la dislocation de l'URSS. Le tourisme est ainsi aujourd'hui l'une des activités économiques les plus importantes du raïon, même s'il reste faible comparé au reste de la République. En 2016, la région de Koch-Agatch a accueilli 40 160 touristes, contre près de 2 millions de touristes dans toute la République de l'Altaï. Le raïon de Koch-Agatch, encore peu exploré, bénéficie du classement au patrimoine mondial de l'UNESCO de deux sites de son territoire ; le plateau de l'Oukok et le mont Béloukha, regroupés sous le nom des montagnes dorées de l'Altaï, avec le lac Teletskoïe, qui est lui hors du raïon. La région et la République souhaite développer le tourisme, au travers de la mise en place d'activités comme l'organisation de tours, des circuits de pêche et de chasse, du rafting (particulièrement dans les gorges de l'Argout), des sentiers de randonnées vers les lieux d'intérêts, ou encore la création de muséums sur la culture locale et d'un centre d'alpinisme. Un parc national, celui de Saïliougem, a aussi été créé dans le nord du raïon afin d'attirer des touristes en quête d'exploration et d'observation de la faune d'exception, en particulier de la panthère des neiges. Ainsi, des hôtels, campings, gites apparaissent à travers le territoire, parfois dans des endroits isolés de la civilisation mais proches de paysages et espaces naturels d'exceptions. La saison touristique débute habituellement en mai pour terminer en septembre, et la clientèle vient principalement de l'Altaï (République et Kraï réunis), de l'oblast de Novossibirsk, de la Russie européenne, et dans une faible mesure de l'étranger,.

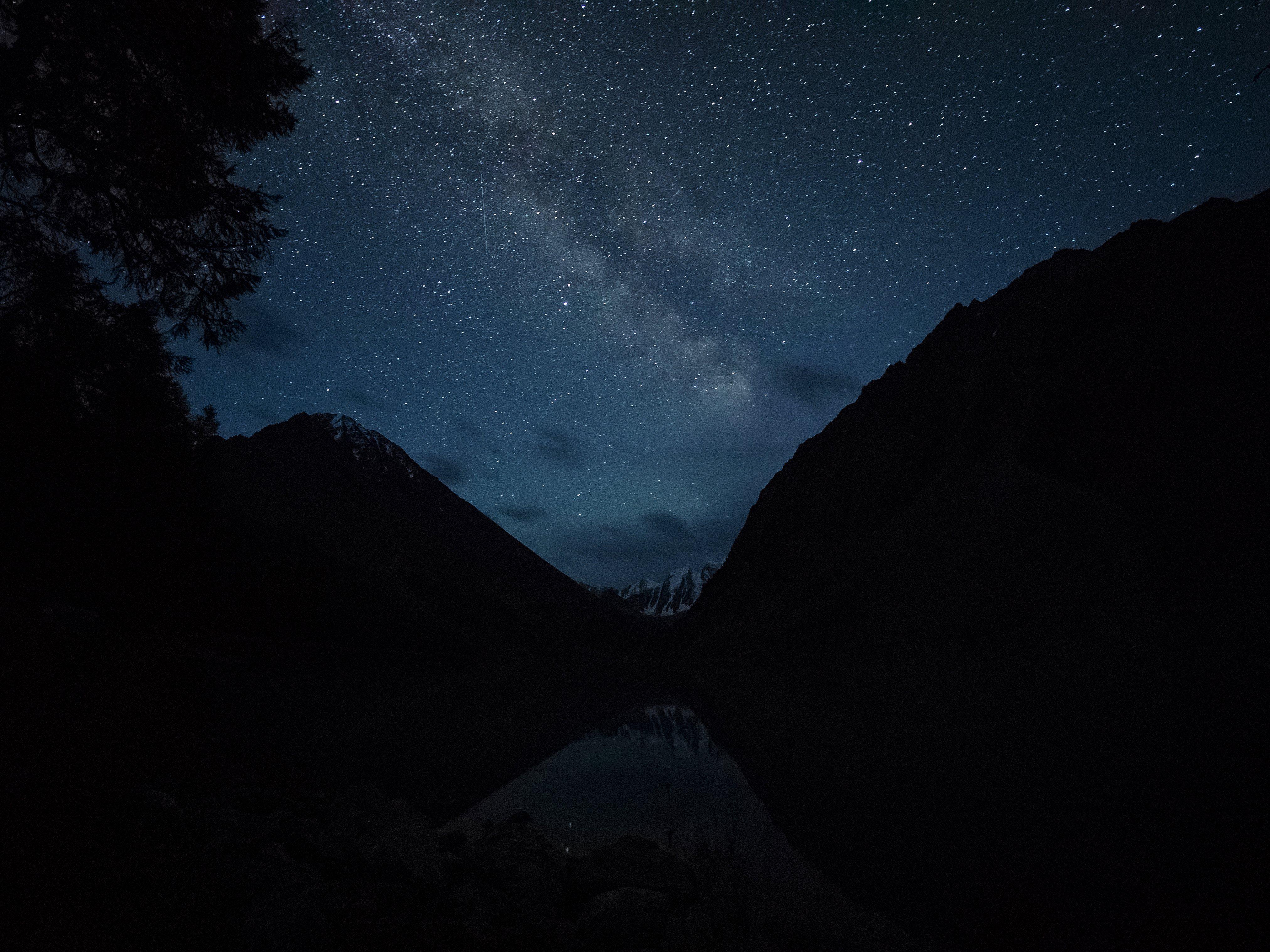
La voie lactée depuis le lac inférieur de la Chavla.

Le raïon de Koch-Agatch regorge de sites naturels d'exceptions variés à travers tout son territoire. Les touristes peuvent ainsi se rendre aux monts Katoun avec le mont Béloukha et ses glaciers, un lieu privilégié pour l'alpinisme. Les touristes peuvent aussi faire du rafting dans les gorges de l'Argout; les gorges de Karagem de leur nom. À l'est se trouve le parc de Saïliougem, avec les lacs de la Chavla, le lac bleu, les lacs Karabak mais aussi des sommets tels que le Maacheï-Bach, l'Aktru et le dôme des Trois Lacs. Plus au sud, l'Iiktu est aussi un des lieux les plus privilégiés pour l'alpinisme dans le raïon, avec aussi le mont Irbistu. Le plateau de l'Oukok offre des possibilités de camping et d'exploration d'une nature vierge, avec des lacs (Goussinoïe, Oukok, Beloïe), mais aussi les monts Tavan-Bogd-Oula et leurs glaciers, lieux sacrés pour les Altaïens. Enfin, les steppes permettent les balades à chameaux et la découverte d'endroits inhospitaliers, comme le paysage martien, caractérisé par un sol rouge, près de Tchagan-Ouzou.  Grâce au vide de ces régions, éloignées de toute civilisation, l'observation des étoiles est aussi une activité aimée chez les touristes.

Pour les lieux de cultes, on retrouve une église orthodoxe dédiée à Pierre et Paul à Koch-Agatch, construite une première fois en 1871 et reconstruite en 2013. Il y a aussi deux mosquées, à Djana-Aoul et à Koch-Agatch, les deux construites dans les années 1990. Il y a aussi plusieurs musées à travers la région, dont le musée d'histoire locale de Kokorya, qui retrace le système de kolkhoze, l'histoire des Télénguites ainsi que des objets archéologiques, certains datant du néolithique. Un autre musée d'histoire locale dédié aux kazakhs existe à Djana-Aoul, avec de nombreux artéfacts retraçant leur histoire et leur migration depuis l'est du Kazakhstan vers le raïon.

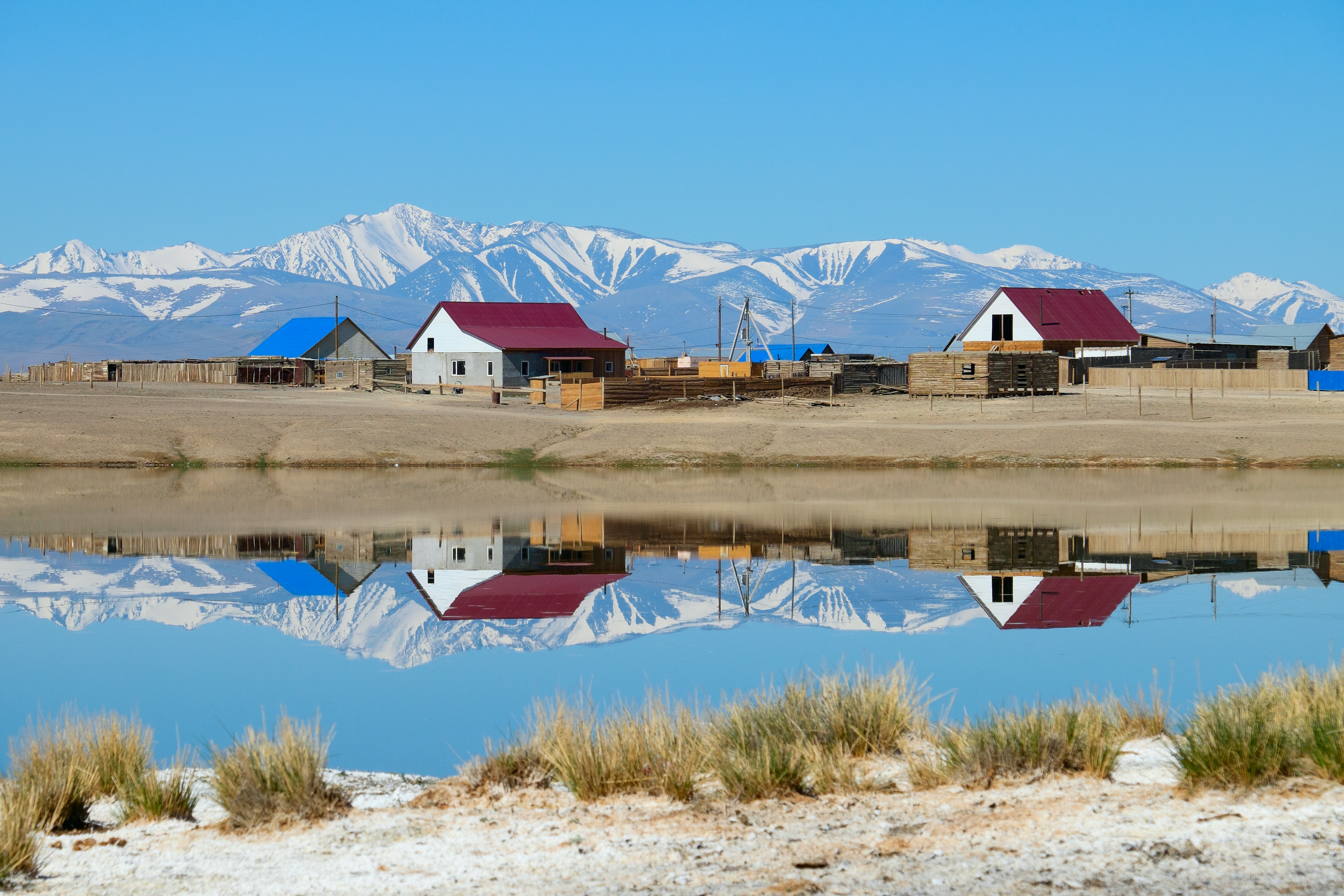
Koch-Agatch et la Tchouïa du Sud.
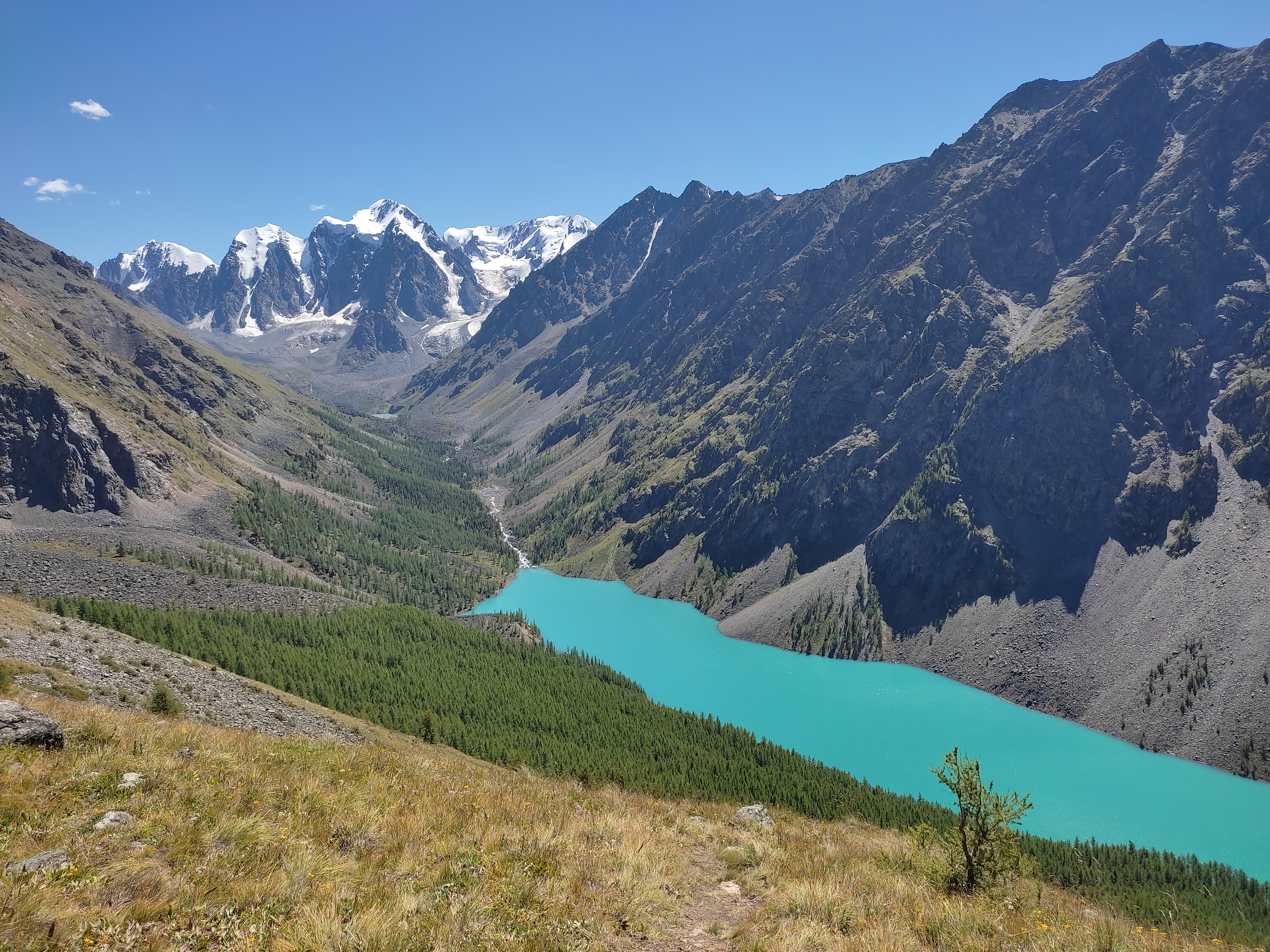
Lac inférieur de la Chavla.
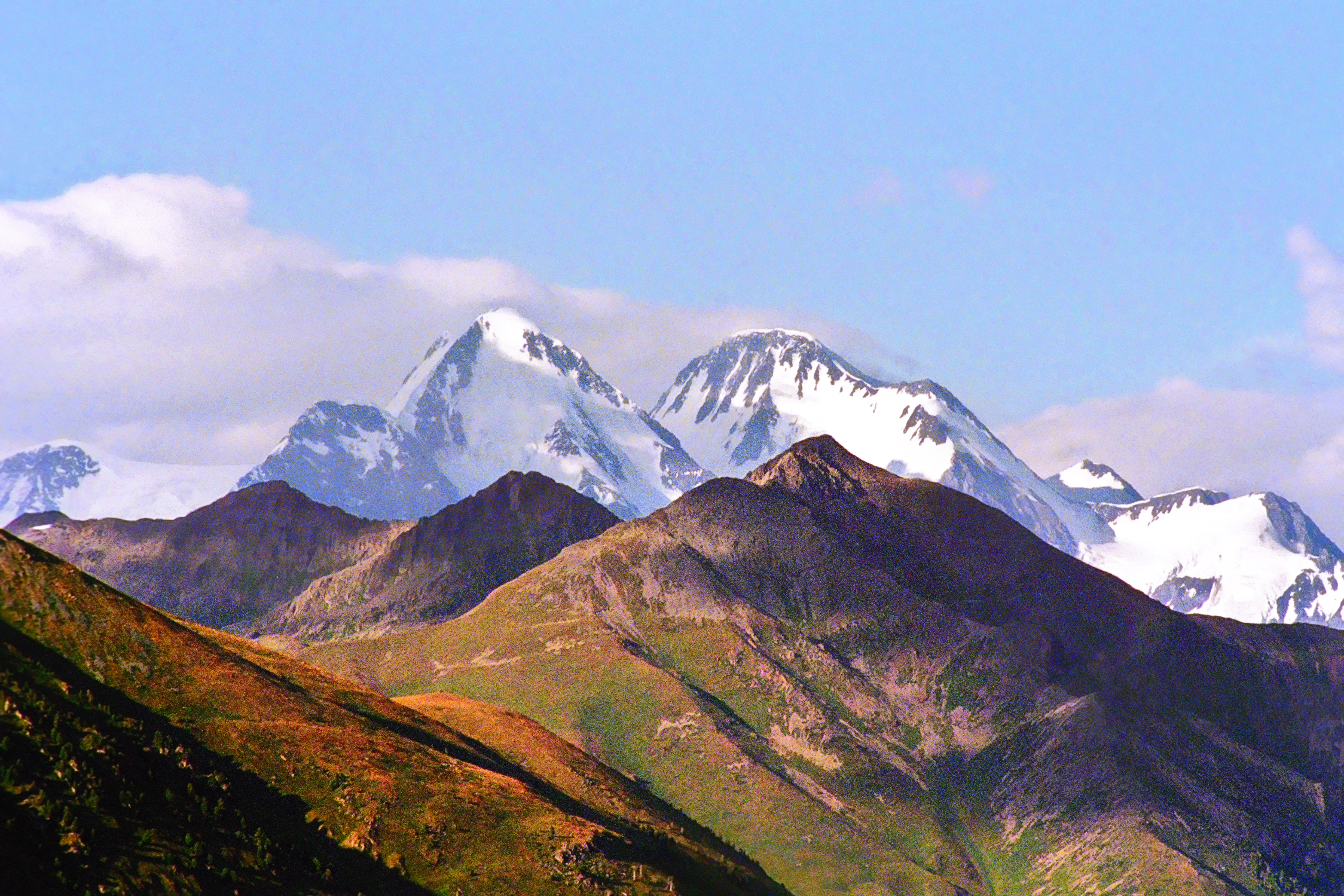
Le Mont Béloukha
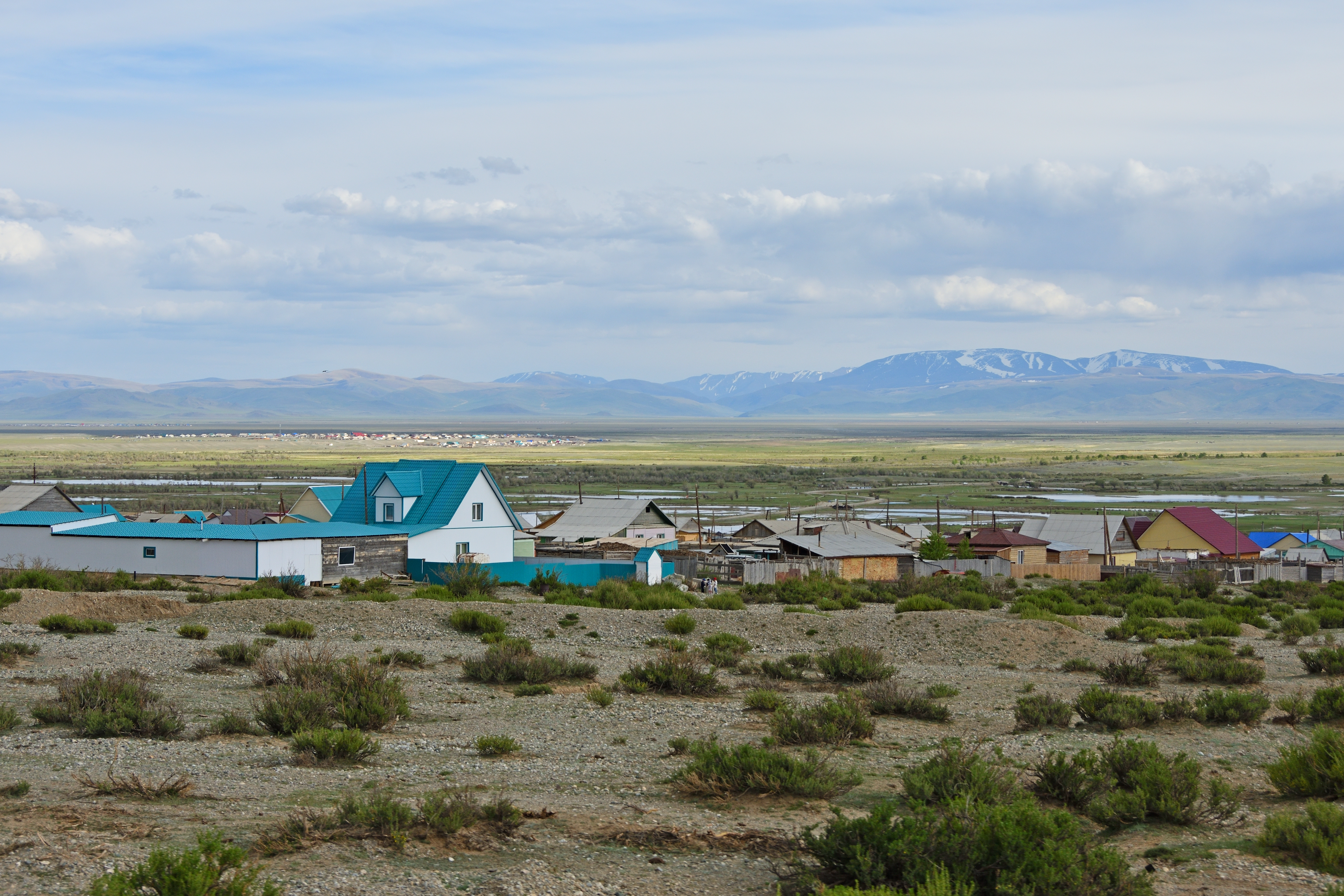
Village d'Ortolyk dans la steppe de la Tchouïa
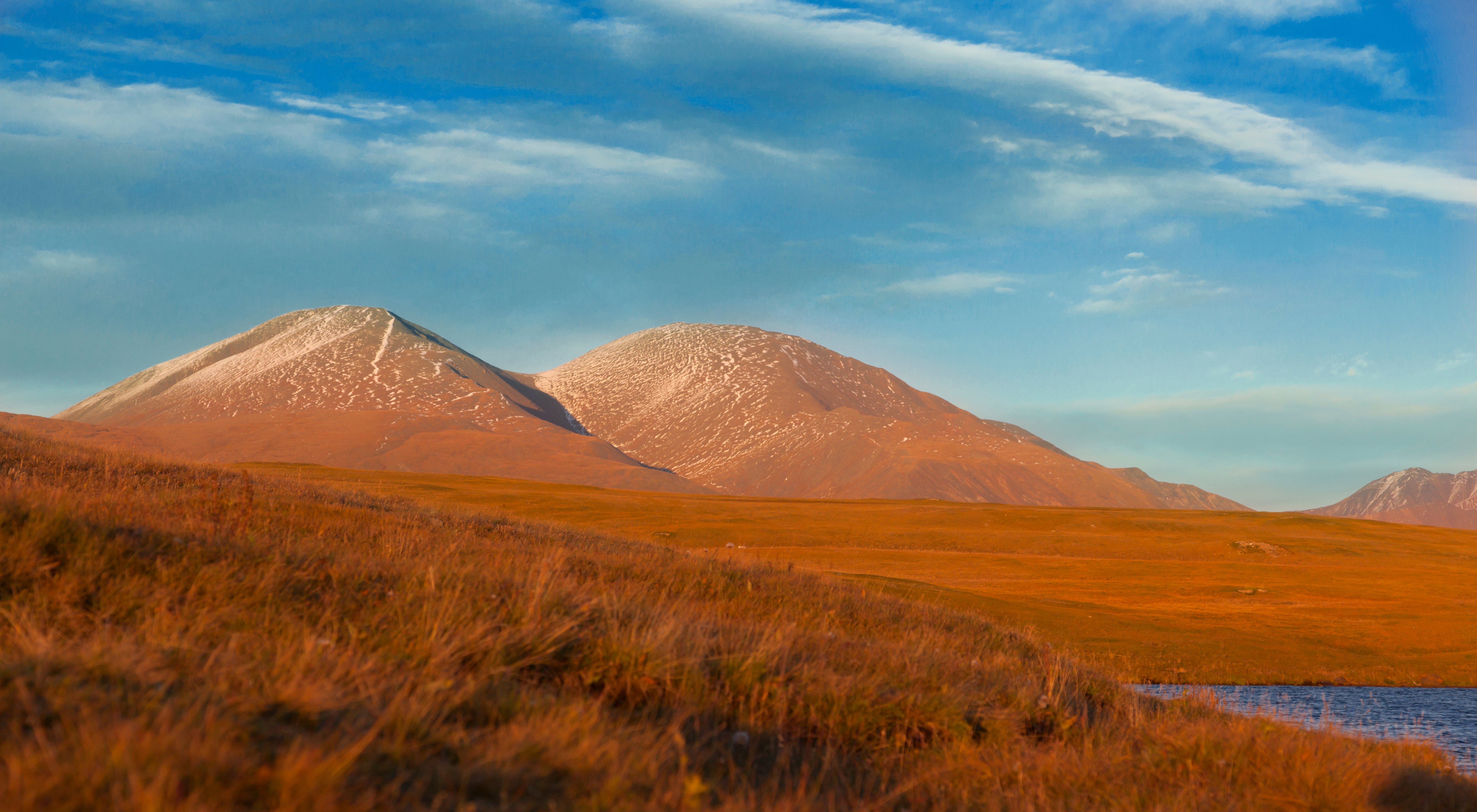
Vue de deux montagnes au lac de la Tarkhata

### Archéologie

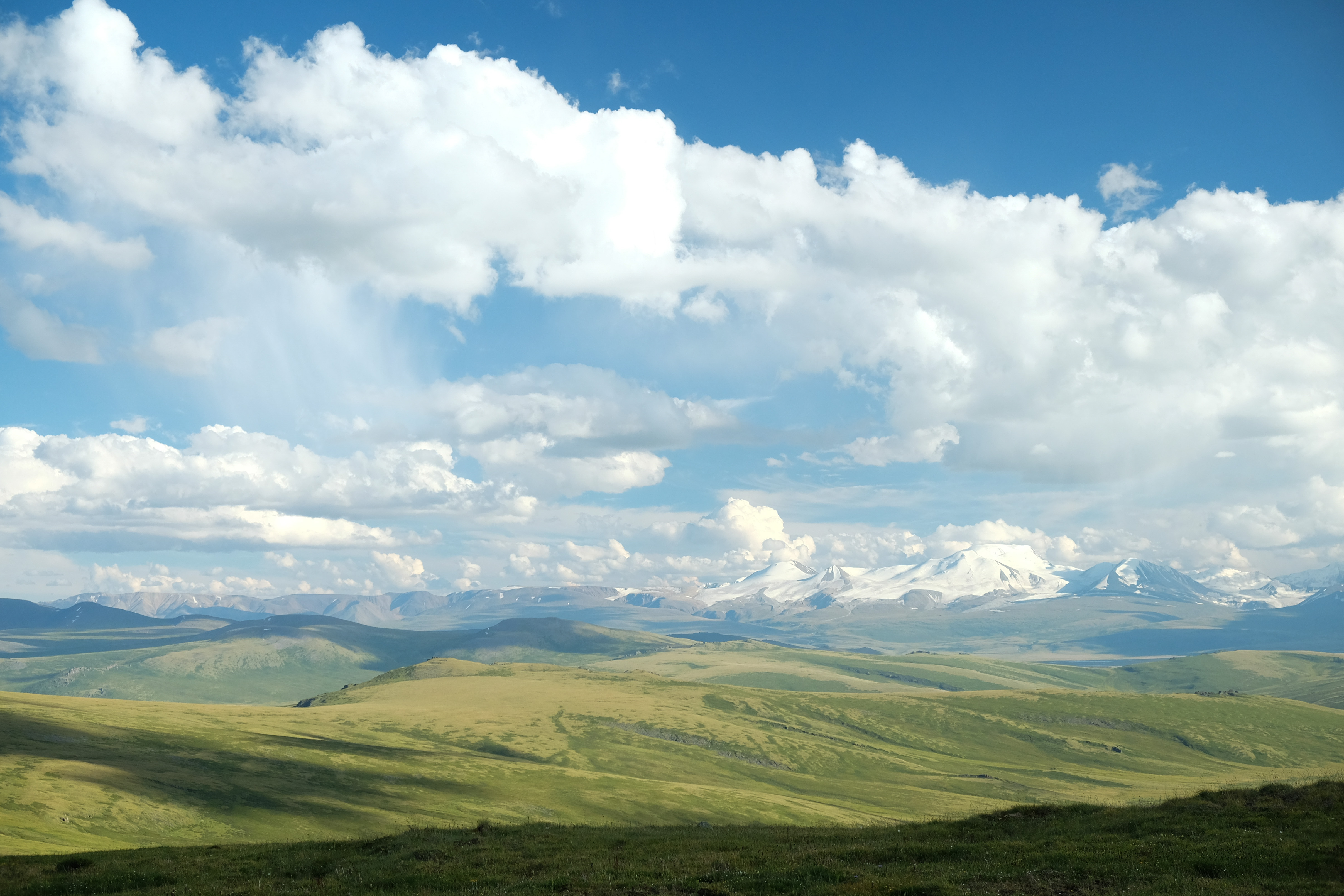
Plateau de l'Oukok

Le raïon de Koch-Agatch, et plus particulièrement l'Oukok et ses environs regorge de sites archéologiques, et l'une des plus grandes découvertes archéologiques russes du XXe siècle eue lieue d'ailleurs en 1993 quand le corps d'une jeune femme embaumée, de la culture pazyryk, datant d'il y a environ 25 siècles, fut découverte sur le plateau de l'Oukok. Désormais dénommée la princesse de l'Altaï, elle a permis d'établir que les représentants de la pazyryk avaient des origines samoyèdes. Outre cette découverte, on retrouve sur l'Oukok des artéfacts datant de l'âge de pierre, bronze et jusqu'à la fin du Moyen Âge. Pour l'âge de pierre, on retrouve des pétroglyphes sur le site Kalgoutinsky, avec des dessins de chevaux, bisons ou de bœufs. Il y aussi des kourganes, comme le site de Bertek-33, qui viendrait de la culture d'Afanasievo, datant de la fin du IVe millénaire av. J.-C. Toujours concernant les tumulus; plusieurs ont été trouvés venant de peuple scythes y ayant vécu entre le VIIIe et le VIIe siècle av. J.-C., comme les tumulus d'Ak-Alakha avec des chambres funéraires, et à Bertek avec des pétroglyphes de chevaux.
Pour les monuments datant entre le VIe siècle av. J.-C. et le IIe siècle, on retrouve de nombreux monuments de la culture Pazyryk, avec des tumulus et chambres funéraires qui furent gelés dans le pergélisol, permettant une très bonne conversation des matériaux organiques. En plus d'Ak-Alakha-3 avec la princesse de l'Altaï et d'autres tumulus, de nombreux pétroglyphes ont aussi été trouvés. Toujours sur cette époque, on retrouve des monuments et objets funéraires des Huns, dont des bijoux en jade et en or. Enfin, des objets (à Bertek-34 ou encore à Kaldjin-8) datant du Khaganat ouïgour ont été retrouvés. Tous ces objets ont permis d'apporter de nouvelles données sur l'histoire de l'Altaï en en général sur le sud de la Sibérie.

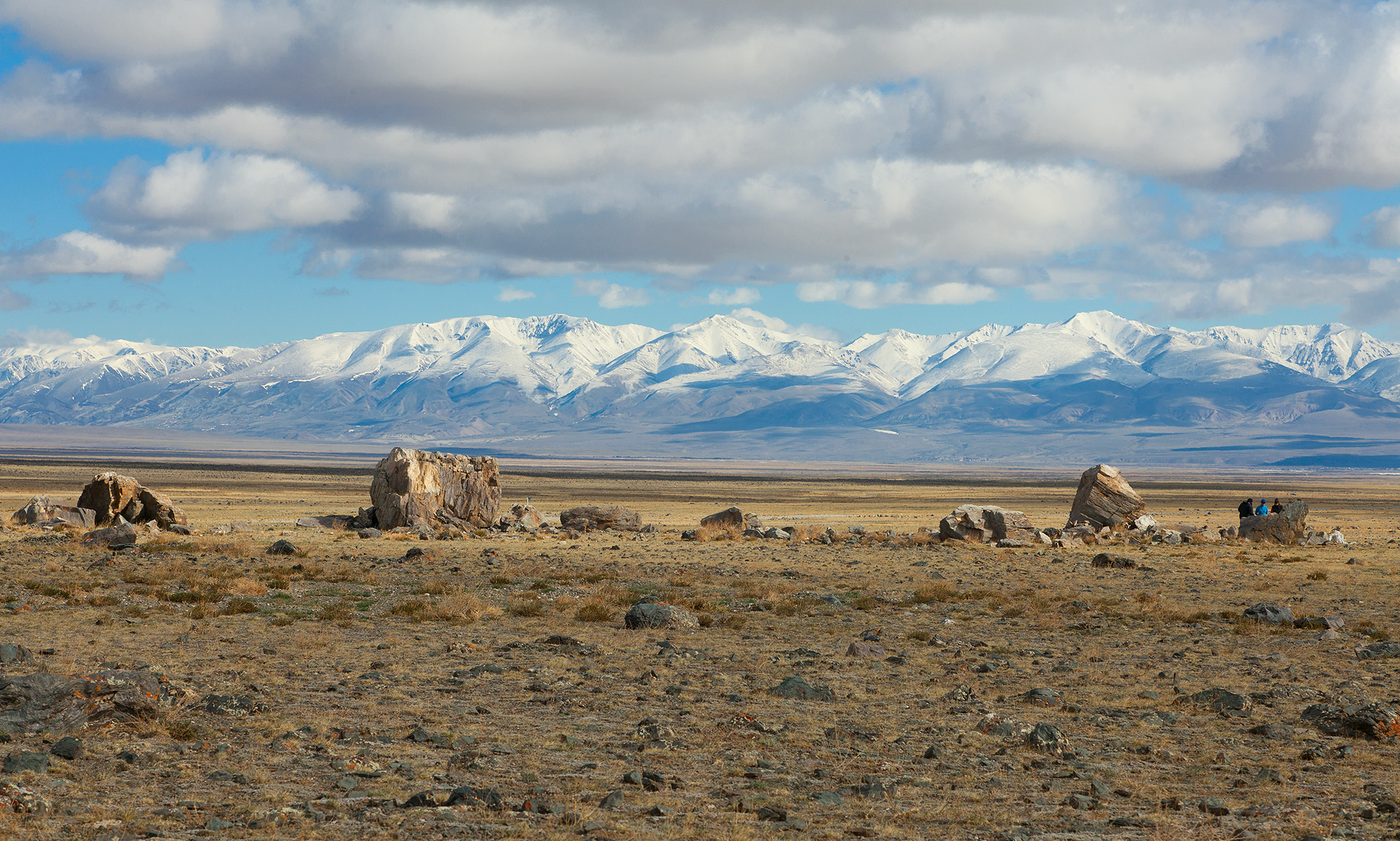
Le complexe mégalithique.

Outre les sites cités précédemment, il y a parmi les lieux archéologiques la haute vallée de la rivière Youstyt, près de Tachanta, avec de nombreux tumulus, enclos, stèles ou encore fours, au total plus d'une centaine d'objets ou sites. Il y a aussi la vallée de la rivière Oulandryk, au sud de Koch-Agatch avec là aussi des tumulus de la culture Pazyryk mais aussi des pétroglyphes représentants cerfs, taureaux ou encore scènes de chasses. Des runes apparaissent aussi sur certaines pierres, mais qui sont plus récentes.«  Il y a aussi la colline Djalguiztobé, « colline solitaire » (en altaï)  en plein milieu de la steppe de la Tchouïa où des artéfacts venants de l'âge du bronze furent découverts. Il y a aussi près de 700 pétroglyphes, représentants personnes, animaux, scènes de batailles ou de chasses, qui furent dessinées entre le VIIe siècle av. J.-C. et le IXe siècle. 

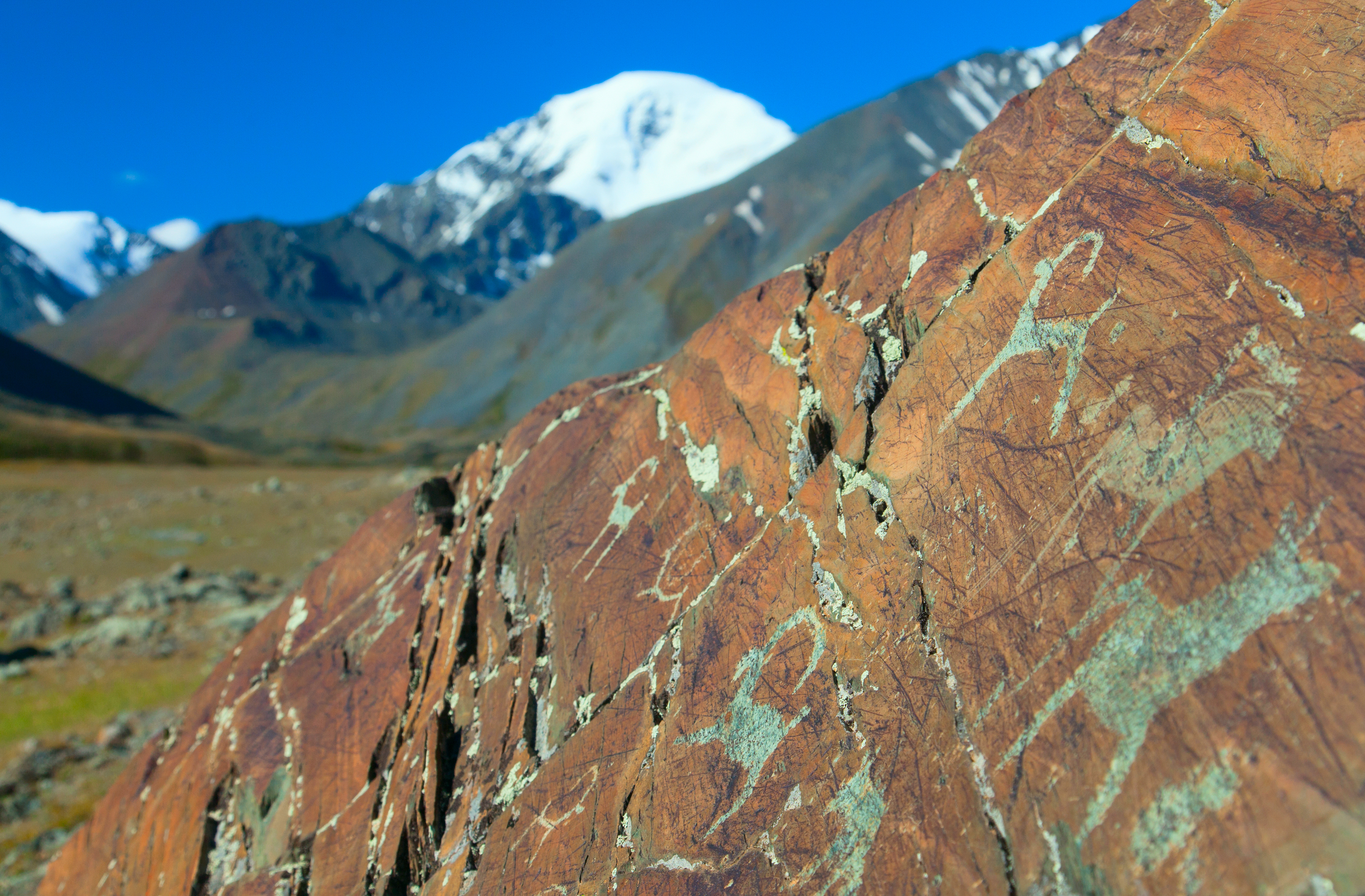
Des pétroglyphes d'animaux dans la vallée.

De plus, la steppe est le lieu du complexe mégalithique de la Tarkhata, qui est un cercle de pierres de 60 mètres de diamètre qui fut fouillé pour la première fois pendant la fin des années 1970. Même si la date de construction exacte est inconnue, le « Stonehenge de l'Altaï » comme il est appelé dans la région fut construit pendant l'âge du bronze. Il est recouvert le pétroglyphe, et les roches ont des propriétés magnétiques qui créent une anomalie dans le cercle, et les pierres sont orientées vers les points cardinaux. Le site aurait pu être un lieu de culte, en particulier pendant les équinoxes, où la lumière passait entre les pierres lors de ces jours (aujourd'hui ce n'est plus possible à cause du changement d'axe de la Terre et surtout de la détérioration des pierres), mais aussi un lieu d'observation des étoiles.
Au sud d'Ortolyk, se termine la vallée de la rivière Ielangach où se trouvent les pétroglyphes de la vallée du Ielangach tout le long de la vallée, avec en tout près de 30 000 peintures rupestres, certaines datant d'il y a 20 000 ans, et les plus récentes du IVe siècle av. J.-C. Cette disparité temporelle s'explique que la vallée fut un axe de transport entre la Sibérie et la Mongolie, un lieu pour les chasseurs, un couloir de migration et plus tardivement le lieu de passage des caravanes commerciales. On peut y observer sur les dessins d'anciens altaïens, des chars, des mammouths, des batailles ou encore des scènes du quotidiens.
Il y a aussi en site archéologique le cerf de Taldour, une grande pierre sur laquelle 28 pétroglyphes dont un cerf à museau furent dessinées, datant de l'âge du bronze. On trouve aussi près de Djana-Aoul le complexe de Tourou Alti (ru), datant de l'âge de bronze avec des stèles, tumulus, et pétroglyphes. Et de nombreux autres sites archéologiques à travers tout le raïon, comme Kokouzek, Bouraty ou Koufstonar et ses fours,.

### Symbolisme

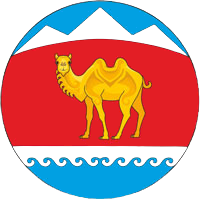
Blason du raïon.

Depuis le 24 mars 2020, le raïon de Koch-Agatch possède un nouveau blason, sur lequel le drapeau est basé. La description officielle de l'héraldique est : « Dans un champ écarlate au dôme concave d'azur, chargé d'une montagne à trois têtes pointue d'argent (avec une base inscrite et dont le pic médian est plus haut que le reste), et au-dessus de l'extrémité d'argent et d'azur, hautement traversé à la manière d'une vague sous la forme de vagues allant du milieu aux bords du bouclier, - un chameau doré à deux bosses en alerte ». Chaque élément représente différentes caractéristiques de la région. Tout d'abord, la montagne à trois pics (les pis Irbista, Oulandryk et Kokorya) représente la beauté de la nature et la puissance de la terre qu'est l'Altaï. En bas se trouvent plusieurs vagues représentant les rivières Tchagan, Aktrou, Ielangach et Tarkhata qui se jettent dans la Tchouïa et d'autre part les rivières Chavla, Ioungour, Karagem et Koksou qui sont elles des affluents de la Katoun. Toutes ces rivières traversent ou prennent naissance dans le raïon.
Le chameau doré est représenté sur un fond rouge, représentant la steppe de la Tchouïa. L'animal symbolise quant à lui l'élevage, la base de l'économie de la région. La pose du chameau, qui est sur ses gardes représente enfin la localisation du raïon, à la frontière avec trois autres pays. Quant aux couleurs de l'héraldique, le blanc représente la foi, la perfection, l'or représente la richesse et la justice, le bleu azur symbolise le ciel, les rivières, la sincérité et la vertu et enfin le rouge le travail, le courage, le pouvoir et la vie.